# The Genius
《The Genius》（韓語：더 지니어스），是韓國TVN電視台的心理戰遊戲綜藝節目，第一季逢周五晚間11點30分（韓國時間）播出，第二季逢周六晚間11點30分（韓國時間）播出，第三季逢周三晚間11點30分（韓國時間）播出，第四季逢周六晚間9點45分（韓國時間）播出，目前播放至第四季完結。每季會邀請13位各界精英參賽，透過遊戲進行玩家間的心理攻防戰，每集淘汰一名參賽者。遊戲最初每位玩家都有1個石榴石，每個石榴石價值100萬韓圜，玩家透過遊戲賺取石榴石，最終勝利時可以兌換相應金額的獎金。
第一季《The Genius 遊戲的法則》（韓語：더 지니어스: 게임의 법칙）於2013年4月26日至7月12日播出。
第二季《The Genius 規則破壞者》（韓語：더 지니어스: 룰 브레이커）於2013年12月7日至2014年2月22日播出。
第三季《The Genius 黑色石榴石》（韓語：더 지니어스: 블랙 가넷） 於2014年10月1日至12月17日播出。
第四季《The Genius 終極總決賽》（韓語：더 지니어스: 그랜드 파이널） 於2015年6月27日至9月12日播出。

## 遊戲規則
每集遊戲分為主要比賽（Main Match）及死亡競賽（Death Match）兩部分：
主要比賽（Main Match）為所有參賽者一同進行的遊戲。遊戲中獲勝者可得到晉級及生命的標誌（死亡競賽豁免權），遊戲輸家則為淘汰候補參與死亡競賽；若獲勝者只有一位時，將獲得2枚生命的標誌（死亡競賽豁免權）並可贈予其他非淘汰候補的參賽者。如果玩家做出任何類似暴力或偷竊的行為，即自動成為遊戲玩家排名末位。
死亡競賽（Death Match）為淘汰候補在其他無生命的標誌（死亡競賽豁免權）的選手中指定一位一同進行死亡競賽。在死亡競賽中獲勝可得到淘汰者所持有的石榴石，失敗則為該集淘汰者。在第三季，死亡競賽赢家獲得輸家持有石榴石的規則被修改，赢家不會獲得輸家任何數目的石榴石，但會另外獲得1個黑色石榴石。在第四季，赢家也不會獲得輸家任何數目的石榴石，且輸家可自行決定如何分配石榴石給剩餘玩家。
第二季新增了不滅的標誌，作用為：當被選上作為死亡競賽的選手時，可指定其他人代替自己進入死亡競賽。此標誌一直藏在攝影棚中的某個角落，每集獲勝者的基本獎勵除了生命的標誌外，新增了尋找不滅的標誌的線索。整季中只限使用1次，最後的使用機會為第十集，若無人使用則會自動失效。
第三季新增了黑色石榴石，作用為：當被選上作為死亡競賽的選手時，支付3個黑色石榴石即可獲得挑戰黑色任務（Black Mission）的機會，若挑戰成功，可指定其他人代替自己進入死亡競賽。第十集開始，黑色石榴石將1:2兌換成普通的紅色石榴石。
第四季新增了石榴石比賽（Garnet Match）。此季的主要比賽中有三場為石榴石比賽，是一種以遊戲結束後持有的石榴石數量來決定獲勝者和淘汰候補的比賽。

## 第一季：遊戲的法則

### 參賽者
| 姓名                 | 職業                    |
| -------------------- | ----------------------- |
| 金九拉 김구라        | 主持人，諧星            |
| 金璟蘭 김경란        | 新聞主持人              |
| 車游嵐 차유람        | 職業撞球選手            |
| 李俊錫 이준석        | 政治家                  |
| 洪榛浩 홍진호        | 前職業電玩選手          |
| 崔昌燁 최창엽        | 演員，高麗大學學生      |
| 金聖圭 김성규        | 歌手（INFINITE隊長）    |
| 崔正文 최정문        | 首爾大學學生，MENSA會員 |
| 金玟序 김민서        | 拍賣家                  |
| 李常敏 이상민        | 歌手，音樂製作人        |
| 金風 김풍            | 漫畫家                  |
| 車敏洙 차민수        | 職業撲克選手            |
| 朴恩智 (演員) 박은지 | 氣象播報員              |

### 嘉賓
第五集
- 李俊錫，金玟序（朝鲜语：김민서 (경매사)），車敏洙，崔昌燁（朝鲜语：최창엽）（前四集淘汰者）

第十集
- 金景憲：韓國科學技術院畢業，英語教師（金璟蘭的幫手）
- 李允烈：前職業電玩選手（洪榛浩的幫手）
- 李重燁：經紀公司社長（金聖圭的幫手）
- 哈哈：歌手，主持人（李常敏的幫手）

### 每集內容
| 集數 | 播出日期      | Main Match                         | Death Match                        |
| ---- | ------------- | ---------------------------------- | ---------------------------------- |
| 01   | 2013年4月26日 | 1, 2, 3遊戲                        | 連勝遊戲                           |
| 02   | 2013年5月3日  | 大選遊戲                           | 連勝遊戲                           |
| 03   | 2013年5月10日 | 豐饒與饑荒                         | 戰略柶戲                           |
| 04   | 2013年5月17日 | 僵屍遊戲                           | 戰略柶戲                           |
| 05   | 2013年5月24日 | 詐欺賽馬                           | 連勝遊戲                           |
| 06   | 2013年5月31日 | 抓住小偷                           | 印第安撲克                         |
| 07   | 2013年6月7日  | OPEN, PASS                         | 印第安撲克                         |
| 08   | 2013年6月14日 | 豆的窘境                           | 圖像遊戲                           |
| 09   | 2013年6月21日 | 算式拍賣                           | 印第安撲克                         |
| 10   | 2013年6月28日 | 監禁!詐欺賽馬                      | 戰略柶戲                           |
| 11   | 2013年7月5日  | 5對5                               | 找到相同的圖片                     |
| 12   | 2013年7月12日 | 印第安撲克，結!合!，找到相同的圖片 | 印第安撲克，結!合!，找到相同的圖片 |

| 集數 | 播出日期      | Main Match     | 獲勝者                               | 淘汰候補       | 指定對手       | Death Match       | 淘汰者        |
| 1    | 2013年4月26日 | 1, 2, 3遊戲    | 洪榛浩，金聖圭                       | 金玟序         | 李俊錫         | 連勝遊戲          | 李俊錫        |
| 2    | 2013年5月3日  | 大選遊戲       | 崔昌燁                               | 車游嵐         | 金玟序         | 連勝遊戲          | 金玟序        |
| 3    | 2013年5月10日 | 豐饒與饑荒     | 金璟蘭                               | 金聖圭         | 車敏洙         | 戰略柶戲          | 車敏洙        |
| 4    | 2013年5月17日 | 僵屍遊戲       | 金璟蘭，車游嵐，洪榛浩，李常敏，金風 | 崔正文         | 崔昌燁         | 戰略柶戲          | 崔昌燁        |
| 5    | 2013年5月24日 | 詐欺賽馬       | 金璟蘭                               | 車游嵐         | 崔正文         | 連勝遊戲          | 崔正文        |
| 6    | 2013年5月31日 | 抓住小偷       | 車游嵐，金聖圭，朴恩智 (演員)        | 洪榛浩         | 金九拉         | 印第安撲克        | 金九拉        |
| 7    | 2013年6月7日  | OPEN,PASS      | 洪榛浩                               | 金風           | 朴恩智 (演員)  | 印第安撲克        | 金風          |
| 8    | 2013年6月14日 | 豆的窘境       | 金聖圭                               | 車游嵐         | 朴恩智 (演員)  | 圖像遊戲          | 車游嵐        |
| 9    | 2013年6月21日 | 算式拍賣       | 金聖圭                               | 洪榛浩         | 朴恩智 (演員)  | 印第安撲克-審判者 | 朴恩智 (演員) |
| 10   | 2013年6月28日 | 監禁!詐欺賽馬  | 李常敏                               | 洪榛浩，金聖圭 | 洪榛浩，金聖圭 | 戰略柶戲          | 金聖圭        |
| 10   | 2013年6月28日 | 監禁!詐欺賽馬  | 金景憲1（金璟蘭）2                   | 洪榛浩，金聖圭 | 洪榛浩，金聖圭 | 戰略柶戲          | 金聖圭        |
| 11   | 2013年7月5日  | 5對5           | 洪榛浩                               | 金璟蘭，李常敏 | 金璟蘭，李常敏 | 找到相同的圖片    | 李常敏        |
| 12   | 2013年7月12日 | 印第安撲克     | 洪榛浩                               | 金璟蘭         | 金璟蘭         |                   | 金璟蘭        |
| 12   | 2013年7月12日 | 結!合!         | 洪榛浩                               | 金璟蘭         | 金璟蘭         |                   | 金璟蘭        |
| 12   | 2013年7月12日 | 找到相同的圖片 |                                      |                |                |                   | 金璟蘭        |

注解

^1   該集獲勝的嘉賓。

^2  因金景憲該集獲勝，故他得到的生命的標誌可以轉讓給金璟蘭。金璟蘭因此獲得豁免權。

### 淘汰表
| 排名           | 參賽者         | 插話 | 插話 | 插話 | 插話 | 插話 | 插話 | 插話 | 插話 | 插話 | 插話 | 插話 | 插話             | MM 勝出 | DM 豁免 | DM 生還 |
| 排名           | 參賽者         | 1    | 2    | 3    | 4    | 5    | 6    | 7    | 8    | 9    | 10   | 11   | 12               | MM 勝出 | DM 豁免 | DM 生還 |
| -------------- | -------------- | ---- | ---- | ---- | ---- | ---- | ---- | ---- | ---- | ---- | ---- | ---- | ---------------- | ------- | ------- | ------- |
| 1              | 洪榛浩         | WIN  | IN   | IN   | WIN  | IN   | DM   | WIN  | IMM  | DM   | DM   | WIN  | Winner (2:0)     | 4       | 1       | 3       |
| 2              | 金璟蘭         | IN   | IN   | WIN  | WIN  | WIN  | IN   | IN   | IN   | IN   | WIN  | DM   | Runner-Up (0:2)  | 4       | 0       | 1       |
| 3              | 李常敏         | IN   | IN   | IN   | WIN  | IMM  | IN   | IN   | IN   | IMM  | WIN  | ELIM | 金璟蘭           | 2       | 2       | 0       |
| 4              | 金聖圭         | WIN  | IN   | DM   | IN   | IN   | WIN  | IMM  | WIN  | WIN  | ELIM |      | 金璟蘭           | 4       | 1       | 1       |
| 5              | 朴恩智         | IN   | IMM  | IN   | IN   | IN   | WIN  | DM   | DM   | ELIM |      |      | 金璟蘭           | 1       | 1       | 2       |
| 6              | 車游嵐         | IN   | DM   | IN   | WIN  | DM   | WIN  | IN   | ELIM |      |      |      | 金璟蘭           | 2       | 0       | 2       |
| 7              | 金風           | IN   | IN   | IN   | WIN  | IN   | IN   | ELIM |      |      |      |      | 洪榛浩           | 1       | 0       | 0       |
| 8              | 金九拉         | IN   | IN   | IN   | IN   | IN   | ELIM |      |      |      |      |      | 金璟蘭           | 0       | 0       | 0       |
| 9              | 崔正文         | IN   | IN   | IN   | DM   | ELIM |      |      |      |      |      |      | 洪榛浩           | 0       | 0       | 1       |
| 10             | 崔昌燁         | IN   | WIN  | IMM  | ELIM |      |      |      |      |      |      |      | 洪榛浩           | 1       | 1       | 0       |
| 11             | 車敏洙         | IN   | IN   | ELIM |      |      |      |      |      |      |      |      | 金璟蘭           | 0       | 0       | 0       |
| 12             | 金玟序         | DM   | ELIM |      |      |      |      |      |      |      |      |      | 洪榛浩           | 0       | 0       | 1       |
| 13             | 李俊錫         | ELIM |      |      |      |      |      |      |      |      |      |      | 洪榛浩           | 0       | 0       | 0       |
| 累積石榴石數量 | 累積石榴石數量 | 15   | 35   | 33   | 45   | 56   | 68   | 53   | 54   | 57   | 52   | 59   | 79 (₩79,000,000) |         |         |         |

 已淘汰玩家在決賽返場將Item給予自己所支持的決賽玩家。

### 遊戲規則說明
| 集數 | 播出日期   | Main Match | Death Match |
| 1    | 2013/04/26 | 1, 2, 3遊戲 - 每位玩家擁有數字1-3各3張的卡牌，以和其他玩家進行對決，沒有對象和次數的限制。 - 依據莊家的指示同時出1張牌，數字更大者得1勝，使用過的牌無論勝負都需回收，若在時間終止前無法用盡手牌則為0勝。 - 遊戲結束後勝分最多的玩家為獲勝者，可獲得1個石榴石，最少的成為淘汰候補。 | 連勝遊戲 - 淘汰候補外的其他玩家隨機抽取數字進行排序。 - 雙方依序與玩家進行猜拳累計連勝，即使連勝中斷也要繼續遊戲。 - 與所有人猜拳結束後，以連勝最多的次數作為紀錄，紀錄較低者將被淘汰。 |
| 2    | 2013/05/03 | 大選遊戲 - 每位玩家都能以候選者的身份參加選舉，但只能在遊戲開始前5分鐘內決定是否參加。 - 每位候選者各擁有20枚遊戲籌碼的選舉資金，並需在90分鐘內進行拜票活動，遊戲開始後每30分鐘發表一次輿論調查結果（共兩次），兩次輿論調查後實施最後的大選投票。 - 得到最多票數的候選者為獲勝者，最少的成為淘汰候補，獲勝者與淘汰候補只在候選者中決定。 - 剩下的人為有權者，皆不會是獲勝者或淘汰候補，但會成為淘汰候補指定死亡競賽的對象。另候選者在大選前不管什麼時候都可以放棄參選回到有權者。 - 遊戲結束後可用獲勝者的遊戲籌碼1:1兌換石榴石。 | 連勝遊戲 （同第一集規則。） |
| 3    | 2013/05/10 | 豐饒與饑荒 - 遊戲中分別有6個麵包的豐饒土地和3個麵包的饑荒土地，每位玩家各有5張車票交換券，每回合需選擇一邊移動，無任何使用限制。 - 移動前到車票交換所購買車票即可，購買時間共15分鐘，一次只能一個人進去，停留時間最多30秒。另亦可用石榴石1:1購買車票。 - 依據玩家移動到各土地的人數均分麵包，多餘的麵包將被回收，若不能同等的平分麵包，則所有人都無法得到麵包，每回合結束會公開兩個土地的人數。 - 最後得到最多麵包的玩家為獲勝者，最少的成為淘汰候補；若最少的有多名，則由獲勝者決定淘汰候補。 - 遊戲結束後可用麵包3:1兌換石榴石。 | 戰略柶戲 - 傳統柶戲說明： - 總共29個點，外圍20點，中間9點。 - 每個玩家手握4個板子，有字的為正，空白的為反。 - 投擲情況為3正1反（豬）／2正2反（狗）／3反1正（羊）／4反（牛）／4正（馬），分別是走1-5步；出現牛／馬／吃掉對方棋子，可以連擲兩次。 - 「剛好」走到拐角處時，才可以選擇走捷徑，否則要繞棋盤一圈；若是走了第一個拐角，後來沒「剛好」走到中心點，一樣要繞完整個大三角。最後走回起點要超過一格才算到達，全部棋子都到達後獲勝。 - 戰略柶戲規則基本上與傳統柶戲相同。 - 兩位淘汰候補各選擇一位玩家成為幫助自己的夥伴，即每組兩位玩家。每人各持有1個有字板子和1個空白板子，選擇後同時扔出1個板子，依據擲出結果決定走多少步。（即和夥伴一起解讀對方的想法，再決定擲出的板子。） - 每位玩家各有2個棋子，只有淘汰候補的棋子都回到起點才算獲勝。戰略柶戲中的豬都是倒退的豬，若走1步又扔出豬來，那麼退後1步回到起點也算走了一圈。 - 參與的夥伴要賭上1個石榴石，若輸了不會被淘汰但會損失1個石榴石，獲勝則可獲得對方夥伴的石榴石。 |
| 4    | 2013/05/17 | 僵屍遊戲 - 玩家透過抽籤決定兩位成為最初僵屍，其餘為人類，身份皆不對外公開。 - 遊戲每回合30分鐘，共三個回合。每回合必須至少要和一位玩家接觸，且接觸過的玩家無法再次接觸，若在時限前未和任何人接觸將自動變為僵屍，回合結束後公開僵屍與人類的數量，但誰是僵屍及勝分不會公開。 - 若僵屍與僵屍接觸，則雙方無變化；若人與殭屍接觸，人將變成僵屍；若人與人接觸，雙方各得到1勝分。 - 另外每人各有1瓶治療劑，與僵屍接觸的人在接觸後10分鐘內喝下可變回人類，最初僵屍喝下則無任何作用，亦可用石榴石5:1購買治療劑。 - 若所有人類都變成僵屍，最初僵屍共同成為獲勝者，並決定淘汰後補；若還有人類存活，勝分最多的人類為獲勝者，最少的成為淘汰候補，勝分相同時共同為獲勝者，並從其餘玩家中決定淘汰候補。 - 遊戲結束後存活的人類玩家可用勝分1:1兌換石榴石；都變成僵屍的情況下，最初僵屍可各獲得3個石榴石。 | 戰略柶戲 （同第三集規則。） |
| 5    | 2013/05/24 | 詐欺賽馬 - 遊戲開始前賽馬結果已經決定好了，玩家必須猜出一等馬和二等馬編號並下注。 - 每位玩家會得到和馬的排名相關的提示，另還有3個追加提示，可用石榴石3:1購買。 - 比賽共8匹馬進行十二個回合，路程為20格，每匹馬一回合最多跑3格。 - 每人各有20枚遊戲籌碼，一回合內可同時下注多匹馬，但最多能下注3枚，進入決戰區的馬禁止下注。 - 比賽結束後下注一等馬和二等馬的玩家依照馬的賠率來得到遊戲籌碼。下注數越多，賠率越低，越少則越高。（即若已預測獲勝馬，妨礙其他玩家對其下注為提高賠率的方法。） - 最後未使用的遊戲籌碼將被回收，透過下注得到最多籌碼的玩家為獲勝者，最少的成為淘汰候補。 - 遊戲結束後可用遊戲籌碼10:1兌換石榴石。 | 連勝遊戲 （同第一集規則，並加入前四集的淘汰者進行排序。） |
| 6    | 2013/05/31 | 抓住小偷 - 透過抽籤將玩家分到5人的大村莊和3人的小村莊，其中1人為小偷，每個村民開始時都有10個金塊，小偷沒有金塊。 - 遊戲中白天和夜晚為一個回合，各村莊每個白天選出1人夜晚被驅逐，決定驅逐者以少數服從多數決。若小偷被驅逐，夜晚不會有人失去金塊，若小偷留在村莊，則每個村民被其偷走1個金塊。下一回合開始時被驅逐者將移動到對面村莊，然後再選出1人夜晚被驅逐。 - 每兩個回合會公布每個人的金塊數，但只用字母表示。 - 遊戲結束後有小偷的村莊落敗，其中金塊最少的玩家成為淘汰候補；沒有小偷的村莊勝利，其中金塊最多的為獲勝者。 - 若小偷的金塊數為所有人中最多的，則小偷共同為獲勝者；若不是最多的，將共同成為淘汰候補。 - 勝利村莊的玩家每人可獲得2個石榴石，若小偷共同成為獲勝者也可獲得2個石榴石。 | 印第安撲克 - 遊戲中數字1-10的撲克牌有兩套，共20張牌。 - 莊家為每人發1張牌，在不看見自己手牌的情況下，將牌貼在額頭讓對手看到。 - 以基本賭博方式進行下注： - 雙方下注籌碼數相同，則開牌進行對決。數字較大者得到獎池中所有籌碼；若數字一樣，則保留籌碼進行下一回合。 - 雙方持續加注，直到下注遊戲籌碼數相同進行對決或其中一方棄牌。 - 一方選擇棄牌，另一方得到獎池中所有籌碼。但若放棄方的牌是10點，需要額外給對手10枚籌碼。 - 遊戲一直進行到一方贏得所有籌碼為止。 - 淘汰候補需用石榴石1:5兌換遊戲籌碼，遊戲結束後可再兌換回石榴石。 |
| 7    | 2013/06/07 | OPEN, PASS - 每位玩家各持有20張基本卡牌（背面黑色），包含10張數字卡牌(0-9)及10張運算符號卡牌(加號*2.減號*3.乘號*2.除號*3)。 - 可另外用石榴石追加購買卡牌包（一包20張），有3種： 1. 一個石榴石卡牌包（背面黑色）：數字卡牌(1.1.1.1.2.2.3.3.7.8)＋運算符號卡牌(加號*2.減號*3.乘號*2.除號*3)。 2. 二個石榴石卡牌包（背面紅色）：數字卡牌(4.4.4.5.5.5.6.6.6.9)＋運算符號卡牌(加號*2.減號*2.乘號*3.除號*3)。 3. 三個石榴石卡牌包（背面藍色）：數字卡牌(7.7.7.8.8.8.9.9.9.10)＋運算符號卡牌(加號*3.減號*2.乘號*3.除號*2)。 - 遊戲開始前玩家自行混合20張牌給莊家，放牌前可再洗牌，最多三次，然後由莊家左邊依次背面放置，共放10張牌。 - 此時玩家可選擇OPEN或PASS，OPEN為公開卡牌正面讓其包含在算式中，PASS為放棄卡牌由下張卡牌遞補，最多PASS十次。 - 算式盤上的10張牌確定後，當符號或數字並排時，只有最左邊的牌有效，其餘無效；等號左邊的牌是符號時，因和等號重合所以也無效；而當最後的牌為符號時，則將符號前面的數字看做是0，再進行計算。 - 完成算式並得出最高答案的玩家為獲勝者，可獲得5個石榴石；答案第二高的玩家可獲得2個石榴石；最低的成為淘汰候補。 | 印第安撲克 （同第六集規則。） |
| 8    | 2013/06/14 | 豆的窘境 - 玩家透過抽籤分為白隊和紅隊。遊戲共進行五個回合，先得到3勝分的隊伍勝利。 - 每位玩家都有自己的保管箱，且只有本人能打開，裡面分別放有10顆豆子，白隊的是白豆，紅隊的是紅豆。 - 玩家每回合輪流進入放有保管箱的房間，拿自己的豆子放進瓶子裡，放幾顆不限。回合結束後瓶子裡的豆子總數較高的隊伍得到1勝分，並只公開另一隊放的豆數。 - 最後勝利隊中持有最多豆的玩家為獲勝者，落敗隊裡持有最少豆的成為淘汰候補。 - 勝利隊的玩家可用豆子1:1兌換石榴石。 | 圖像遊戲 - 遊戲將與其他玩家一起進行，每人各持有幾張圖像卡片和1個數字方塊。 - 每回合由兩位淘汰候補作為出題者輪流出一個題目，其他玩家不會成為出題者。出題者在自己的圖片中選擇1張交給莊家，並簡單敘述其圖像，而其他人則必須依據出題者的敘述，選出手牌中最合適的1張也交給莊家。 - 卡片混合後莊家公開圖片的正面及編號，其他人需猜出題者的圖片並出示數字方塊，然後出題者再發表正確答案。 - 若出題者的答案被對手猜對，出題者失去1個石榴石；若沒有猜對，對手則失去1個石榴石；當誰都沒有猜對或所有人都猜對時，出題者失去2個石榴石。（即出題者的敘述太難或太簡單都是不行的。） - 遊戲一直進行到一方失去所有石榴石為止。 |
| 9    | 2013/06/21 | 算式拍賣 - 玩家各持有1-10的數字方塊可用於競標，拍賣物是數字和運算符號的組合，拍賣組合及順序會提前公開，並按順序開始進行競標。 - 競標方式： - 在拍賣物出現的5秒內舉手示意，並拿出數字方塊參與競標，再5秒內沒有人拿出數字更大的方塊，即得標；若有人拿出更大的方塊，則再依同樣方式進行競標。 - 若拿出相同數字的方塊，所有人都無法得標，拍賣物和數字方塊將全部作廢。（即可用相同的數字方塊妨礙他人得標。） - 若5秒內沒有任何人競標，拍賣物將回收處理。每位玩家的競標次數不限，但使用過的所有數字方塊也都要回收。 - 得標的拍賣物必須全部用在算式中，數字不能連續存在，且數字方塊和符號不能贈與或交換。 - 遊戲結果： - 先完成答案為10的玩家為獲勝者，同時遊戲結束；若有多名同時完成，則共同為獲勝者。 - 所有人都完成算式，但答案都不為10時，離10最近的玩家為獲勝者，最遠的成為淘汰候補。 - 無法完成算式的玩家，無條件成為最後一名；若最後一名有多位，則由獲勝者決定淘汰候補。 - 依據獲勝者算式結果，可獲得相同數量的石榴石，最多10個。 | 印第安撲克-審判者 - 同第六集規則，唯有一點不同： - 其他玩家將成為審判者並用字母代號，給予淘汰候補繼續或放棄的建議，且其不會知道該字母代號為哪位玩家。 |
| 10   | 2013/06/28 | 監禁!詐欺賽馬 - 同第五集規則，唯有幾點不同： - 由玩家和嘉賓組成一隊，四位玩家直到遊戲結束都要被監禁在自己房間，不能與其他玩家見面，而嘉賓可出入所有房間，故提示和下注均由嘉賓傳達代理。 - 第三、六、九回合結束時為決策時間，每個決策時間會公開1個新提示。 - 追加提示的價格按照購買順序一次增加1個石榴石。（即購買第一個提示需3個石榴石，第二個提示需4個，第三個提示需5個。） - 最後包含玩家及嘉賓在內，持有最多籌碼的第一、二名可獲得生命的標誌；若嘉賓獲得生命的標誌，可轉贈給其所幫助的玩家，而沒有生命的標誌的兩位玩家則自動共同成為淘汰候補。 - 遊戲結束後包含嘉賓在內的所有人可用遊戲籌碼10:1兌換石榴石。 | 戰略柶戲 （同第三集規則。） |
| 11   | 2013/07/05 | 5對5 - 遊戲開始前，玩家們有60分鐘和10位嘉賓自由對話，遊戲規則在開始時才會公開。 - 此為玩家命題製作出回答為5對5的情況而得分的遊戲。 - 玩家需出示能以O或X回答的題目，命題不得超過12個字，而且意思不得重複。遊戲共兩個回合，第一回合每人需出示三個題目，回合結束後中間有10分鐘可再收集情報，第二回合每人需出示五個題目。 - 命題出示後，嘉賓回答要以真實情況為基準，結果為5對5時得1分，且除了出題者外的玩家對該題目和得分皆不知情。 - 最後得分最高的玩家為獲勝者，其他兩位自動共同成為淘汰候補。 - 獲勝者可用得分1:1兌換石榴石。 | 找到相同的圖片 - 前方有16塊印有英文字母的板子，板子背面為16種不同的圖案。 - 玩家各有20張有圖案的卡，由三副16張圖案的卡隨機混合而成，遊戲在各自的輸送帶進行。 - 兩人從不同的出發點出發，擁有較多石榴石的玩家從編號10出發，較少的從編號8出發。 - 為了讓自己前進，需在字母板找到和自己輸送帶前面圖案相同的板子，成功找到圖案相同的板子，可前進一格，並可再多翻一次板子；若找到圖案不相同的板子，則後退一格，並在編號20補充新卡，機會將轉給對手。 - 先到達編號20的玩家獲勝，或是一方從輸送帶上掉落時，則對手獲勝。 |
| 12   | 2013/07/12 | 印第安撲克 - 同第六集規則。 - 淘汰者給予的Item中，有2種可用的： 1. 卡牌數字+2：在開牌對決前，可將自己的手牌數字+2。（即若手牌為3，可變成5。） 2. 追加5枚籌碼：在遊戲前使用，可使自己的籌碼追加5枚。 | |
| 12   | 2013/07/12 | 結!合! - 此為從9個圖案中找出3個屬性（形狀、顏色、背景色）相同或不同而得分的遊戲。 - 三種屬性（形狀、顏色、背景色）各自組合可形成27個圖案，每回合公開9個。 - 屬性其中一種完全相同或完全不同的3個圖案，稱為"合"。喊出"合"並答對可得1分，答錯扣1分，時限內沒有喊的話，機會將轉給對手。 - 若沒有"合"了，稱為"結"。喊出"結"並答對可得3分，答錯扣1分，並將機會轉給觀眾席上的嘉賓。 - 若嘉賓找出剩下的"合"，則他所支持的玩家得1分，且嘉賓的誤答不影響玩家分數。 - 遊戲共十個回合，最終得分較高的玩家獲勝。 - 淘汰者給予的Item中，有2種可用的： 1. 公開"合"個數：可開始前得知該回合"合"的個數。 2. 得分雙倍：可將雙方該回合的所有得分翻倍。 | |

## 第二季：規則破壞者

### 參賽者
| 姓名          | 職業                           |
| ------------- | ------------------------------ |
| 盧弘喆 노홍철 | 主持人，諧星                   |
| 殷志源 은지원 | 歌手（水晶男孩隊長）           |
| 柳政鉉 유정현 | 前主播，前國會議員             |
| 金栽經 김재경 | 歌手（Rainbow隊長）            |
| 李恩傑 이은결 | 魔術師                         |
| 林遙煥 임요환 | 職業撲克選手，前職業電玩選手   |
| 洪榛浩 홍진호 | 前職業電玩選手，第一季優勝者   |
| 李多慧 이다혜 | 職業圍棋選手                   |
| 林允善 임윤선 | 律師                           |
| 趙柔英 조유영 | 播音員                         |
| 李斗熙 이두희 | 電腦軟體工程師，駭客           |
| 南輝宗 남휘종 | 數學教師                       |
| 李常敏 이상민 | 歌手，音樂製作人，第一季第三名 |

### 嘉賓
第九集
- 金璟蘭（朝鲜语：김경란 (방송인)），車游嵐，李俊錫，崔昌燁（朝鲜语：최창엽），金聖圭，崔正文（朝鲜语：최정문）（第一季參賽者）

第十集
- 神童，晟敏，銀赫，圭賢（Super Junior 成員）

第十一集
- 李多慧，李斗熙（朝鲜语：이두희），洪榛浩（第三，第六和第七集淘汰者）

### 每集內容
| 集數 | 播出日期       | Main Match                         | Death Match                        |
| ---- | -------------- | ---------------------------------- | ---------------------------------- |
| 01   | 2013年12月7日  | 食物鏈                             | Quattro                            |
| 02   | 2013年12月14日 | 交換座位                           | 日月星                             |
| 03   | 2013年12月21日 | 王的遊戲                           | 結!合!                             |
| 04   | 2013年12月28日 | 暗戰遊戲                           | 日月星                             |
| 05   | 2014年1月4日   | 七誡命                             | 雷射象棋                           |
| 06   | 2014年1月11日  | 壟斷遊戲                           | 暗戰遊戲                           |
| 07   | 2014年1月18日  | 神的判決                           | 印第安Hold'em                      |
| 08   | 2014年1月25日  | 負數拍賣                           | 找到相同的圖片                     |
| 09   | 2014年2月1日   | 整理解僱                           | 黑和白                             |
| 10   | 2014年2月8日   | 交易遊戲                           | 印第安Hold'em                      |
| 11   | 2014年2月15日  | 電梯                               | 黑和白                             |
| 12   | 2014年2月22日  | 印第安Hold'em，真實測謊器，Quattro | 印第安Hold'em，真實測謊器，Quattro |

| 集數 | 播出日期       | Main Match    | 獲勝者                                 | 淘汰候補       | 指定對手       | Death Match    | 淘汰者 |
| 1    | 2013年12月7日  | 食物鏈        | 殷志源，柳政鉉，洪榛浩，李多慧，李常敏 | 南輝宗         | 林允善         | Quattro        | 南輝宗 |
| 2    | 2013年12月14日 | 交換座位      | 洪榛浩                                 | 盧弘喆         | 金栽經         | 日月星         | 金栽經 |
| 3    | 2013年12月21日 | 王的遊戲      | 洪榛浩，李斗熙，李常敏                 | 李多慧，趙柔英 | 李多慧，趙柔英 | 結!合!         | 李多慧 |
| 4    | 2013年12月28日 | 暗戰遊戲      | 盧弘喆，柳政鉉，洪榛浩，趙柔英，李斗熙 | 殷志源         | 李恩傑         | 日月星         | 李恩傑 |
| 5    | 2014年1月4日   | 七誡命        | 李常敏                                 | 林允善         | 林遙煥         | 雷射象棋       | 林允善 |
| 6    | 2014年1月11日  | 壟斷遊戲      | 李常敏                                 | 李斗熙         | 趙柔英         | 暗戰遊戲       | 李斗熙 |
| 7    | 2014年1月18日  | 神的判決      | 李常敏                                 | 殷志源         | 洪榛浩         | 印第安Hold'em  | 洪榛浩 |
| 8    | 2014年1月25日  | 負數拍賣      | 李常敏，趙柔英                         | 柳政鉉         | 盧弘喆         | 找到相同的圖片 | 盧弘喆 |
| 9    | 2014年2月1日   | 整理解僱      | 殷志源，李常敏                         | 趙柔英         | 柳政鉉         | 黑和白         | 趙柔英 |
| 9    | 2014年2月1日   | 整理解僱      | 金璟蘭，李俊錫，金聖圭，崔正文1        | 趙柔英         | 柳政鉉         | 黑和白         | 趙柔英 |
| 10   | 2014年2月8日   | 交易遊戲      | 李常敏                                 | 林遙煥 殷志源2 | 柳政鉉         | 印第安Hold'em  | 殷志源 |
| 10   | 2014年2月8日   | 交易遊戲      | 晟敏1                                  | 林遙煥 殷志源2 | 柳政鉉         | 印第安Hold'em  | 殷志源 |
| 11   | 2014年2月15日  | 電梯          | 李常敏                                 | 柳政鉉，林遙煥 | 柳政鉉，林遙煥 | 黑和白         | 柳政鉉 |
| 11   | 2014年2月15日  | 電梯          | 李多慧，李斗熙，洪榛浩1                | 柳政鉉，林遙煥 | 柳政鉉，林遙煥 | 黑和白         | 柳政鉉 |
| 12   | 2014年2月22日  | 印第安Hold'em | 林遙煥                                 | 李常敏         | 李常敏         |                | 林遙煥 |
| 12   | 2014年2月22日  | 真實測謊器    | 李常敏                                 | 林遙煥         | 林遙煥         |                | 林遙煥 |
| 12   | 2014年2月22日  | Quattro       | 李常敏                                 | 林遙煥         | 林遙煥         |                | 林遙煥 |

注解 

^1   該集獲勝的嘉賓。

^2 李常敏在柳政鉉被選定為指定對手後，在林遙煥身上使用不滅的標誌。林遙煥因此獲得豁免權。

### 淘汰表
| 排名           | 參賽者         | 插話 | 插話 | 插話 | 插話 | 插話 | 插話 | 插話 | 插話 | 插話 | 插話 | 插話 | 插話             | MM 勝出 | DM 豁免 | DM 生還 |
| 排名           | 參賽者         | 1    | 2    | 3    | 4    | 5    | 6    | 7    | 8    | 9    | 10   | 11   | 12               | MM 勝出 | DM 豁免 | DM 生還 |
| -------------- | -------------- | ---- | ---- | ---- | ---- | ---- | ---- | ---- | ---- | ---- | ---- | ---- | ---------------- | ------- | ------- | ------- |
| 1              | 李常敏         | WIN  | IN   | WIN  | IN   | WIN  | WIN  | WIN  | WIN  | WIN  | WIN  | WIN  | Winner (2:1)     | 9       | 0       | 0       |
| 2              | 林遙煥         | IN   | IN   | IN   | IN   | DM   | IN   | IN   | IN   | IN   | IMM  | DM   | Runner-Up (1:2)  | 0       | 2       | 2       |
| 3              | 柳政鉉         | WIN  | IMM  | IN   | WIN  | IN   | IN   | IMM  | DM   | DM   | DM   | ELIM | 李常敏           | 2       | 3       | 3       |
| 4              | 殷志源         | WIN  | IN   | IN   | DM   | IN   | IMM  | DM   | IN   | WIN  | ELIM |      | 李常敏           | 2       | 2       | 2       |
| 5              | 趙柔英         | IN   | IMM  | DM   | WIN  | IMM  | DM   | IN   | WIN  | ELIM |      |      | 李常敏           | 2       | 2       | 2       |
| 6              | 盧弘喆         | IN   | DM   | IN   | WIN  | IN   | IN   | IN   | ELIM |      |      |      | 林遙煥           | 1       | 1       | 1       |
| 7              | 洪榛浩         | WIN  | WIN  | WIN  | WIN  | IN   | IN   | ELIM |      |      |      |      | 李常敏           | 4       | 0       | 0       |
| 8              | 李斗熙         | IN   | IN   | WIN  | WIN  | IN   | ELIM |      |      |      |      |      | 李常敏           | 2       | 0       | 0       |
| 9              | 林允善         | DM   | IN   | IN   | IN   | ELIM |      |      |      |      |      |      | 林遙煥           | 0       | 1       | 1       |
| 10             | 李恩傑         | IN   | IMM  | IN   | ELIM |      |      |      |      |      |      |      | 李常敏           | 0       | 2       | 0       |
| 11             | 李多慧         | WIN  | IMM  | ELIM |      |      |      |      |      |      |      |      | 林遙煥           | 1       | 1       | 0       |
| 12             | 金栽經         | IN   | ELIM |      |      |      |      |      |      |      |      |      | 林遙煥           | 0       | 0       | 0       |
| 13             | 南輝宗         | ELIM |      |      |      |      |      |      |      |      |      |      | 林遙煥           | 0       | 0       | 0       |
| 累積石榴石數量 | 累積石榴石數量 | 18   | 49   | 44   | 63   | 70   | 80   | 45   | 55   | 57   | 62   | 62   | 62 (₩62,000,000) |         |         |         |

 已淘汰玩家在決賽返場將Item給予自己所支持的決賽玩家。

### 遊戲規則說明
| 集數 | 播出日期   | Main Match | Death Match |
| 1    | 2013/12/07 | 食物鏈 - 共13種動物分為掠食者和被掠食者，上位者可以攻擊下位者，反之無效，每種動物勝利條件均不同，完成條件者為獲勝者。（存活不一定代表獲勝，以條件為主。） - 玩家透過抽牌成為某種動物，並可以窺視一位玩家所屬的動物。 - 遊戲共四個回合，每回合玩家可選擇一個區域移動，四個區域為河／天空／叢林／樹林，且每種動物都有一個主要棲息地，不能離開該地兩個回合以上，即若某回合沒有去自己的棲息地，下一回合一定要回到該地。 - 移動結束後，同一區域的動物可以發動攻擊，但攻擊者是誰只有同一區域的人知道。 - 最後達成勝利條件的玩家們共同為獲勝者，並從未達成者中決定淘汰候補。 - 獲勝者每人可獲得1個石榴石和1個尋找不滅的標誌的線索。 | Quattro - Quattro是指數字和顏色都不一樣的4張卡的組合，完成Quattro且數字之和較大的人獲勝。 - 每種顏色（紅／藍／綠／黃）各有10張寫有數字1-10的卡片，外加1張數字0的卡片。莊家洗牌後發給兩位淘汰候補各4張卡，其他玩家各3張。 - 淘汰候補需先各自翻開手中1張卡，之後可和其他玩家交換卡片，已翻開的卡不能交換，直到雙方都不想交換時，再翻開1張卡片。和其他玩家交換之順序不限，但一位玩家只能交換一次，公開所有手牌前，雙方必須和其他玩家各交換1張卡片。 - 若雙方都完成Quattro且數字之和相同，則有更大數字的人獲勝。另外即使沒有完成Quattro，對方若擁有0卡片的話則無條件落敗。 |
| 2    | 2013/12/14 | 交換座位 - 此為透過交換位置以完成順子的遊戲。 - 玩家們隨機選擇座位以得知自己的號碼，共有數字1-11及最後的X，數字會在每一回合結束後+1（即數字1的玩家會變成2），而11會變成X，X則會變成1，依此循環進行遊戲。 - 順子組成條件為連續有五位相鄰數字的玩家坐在一起，11和1為相鄰，但X和任何數字皆不相鄰，若相鄰超過或不足五位則不成立。 - 每回合會公布目前場上最大連續數字的個數，然後有10分鐘交換座位的時間，兩位玩家在莊家前提出意願，出於自願的原則下可以交換一次座位。 - 有順子完成的當下，遊戲立即結束，而X成為淘汰候補。 - 順子組成的玩家皆獲得生命的標誌，且順子的中心玩家為獲勝者，可獲得10個石榴石和1個尋找不滅的標誌的線索。 | 日月星 - 此為猜中其他玩家所選擇的日／月／星標誌，以增加籌碼的遊戲。 - 遊戲開始前其他玩家抽籤決定次序，分別在日／月／星中選擇1個標誌放進自己的杯子裡。 - 淘汰候補各有4枚籌碼可進行下注，先攻者每次的下注量最多為對方籌碼的一半，後攻者則為對方下注籌碼的雙倍以上。 - 猜對可得到下注籌碼的三倍，猜錯則失去所有下注籌碼，遊戲中失去所有籌碼的人將被淘汰，或十個回合後持有籌碼較多的人獲勝。 - 其他玩家可用石榴石另外對死亡競賽的結果下注，猜對獲勝者可得到下注數量的兩倍。 |
| 3    | 2013/12/21 | 王的遊戲 - 遊戲開始前玩家投票選出第一回合的王，第二回合開始由上一回合的王選擇一位玩家當下一回合的王，每回合皆須更換。 - 包括王在內的所有玩家每兩回合需在拇指或食指中選擇一個，並不對外公開。 - 王可隨意將玩家分配至A、B兩區，每區最少需有兩位玩家，每回合分配後公布各區得分者，拇指或食指的數量較少者得1分，兩者數量相同或全部一樣時則無得分。 - 玩家可花費石榴石來購買叛逆的標誌，使用後可至王指定的相反區域。（第一位購買的玩家需花費2個石榴石，第二位需3個，第三位需5個。） - 遊戲結束後得分最高的玩家為獲勝者，若最低分只有一人，第二低分的玩家們將全部共同成為淘汰候補；若最低分有多人，亦全部共同成為淘汰候補。 - 非淘汰候補的玩家可獲得1個石榴石，且獲勝者再獲得1個尋找不滅的標誌的線索。 | 結!合! - 此為從9個圖案中找出3個屬性（形狀、顏色、背景色）相同或不同而得分的遊戲。 - 三種屬性（形狀、顏色、背景色）各自組合可形成27個圖案，每回合公開9個。 - 屬性其中一種完全相同或完全不同的3個圖案，稱為"合"。喊出"合"並答對可得1分，答錯扣1分，時限內沒有喊的話，機會將轉給對手。 - 若沒有"合"了，稱為"結"。喊出"結"並答對可得3分，答錯扣1分。 - 遊戲共十個回合，最終得分較高的玩家獲勝。 |
| 4    | 2013/12/28 | 暗戰遊戲 - 玩家將分成兩隊進行對戰，並各擔任一次守備隊及攻擊隊。隊伍以扣除的方式挑選成員，已於錄製前向所有玩家調查了心中的優勝候補，得票最高的兩位玩家成為隊長。 - 遊戲共五個回合，回合開始的同時大廳會關燈完全看不見，且地板中間畫了一條警戒線，時間為1分鐘，攻擊隊需決定多少人越線，越線人數沒有限制，成功越過警戒線的玩家得分，得分依據成功越線的次數，每成功一次多加1分。而守備隊要選出1人作為守備者，並對是否有玩家越線作出判斷。 - 認為「有」的話可按下紅色按鈕守備，紅色按鈕在五個回合中只能按四次，當按下紅色按鈕而有人越線時，越線者全部淘汰並從遊戲中退出；若沒有人越線，則會遭受懲罰，懲罰為在攻擊隊中選擇一位玩家越線得分。 - 認為「沒有」的話可按下綠色按鈕守備，綠色按鈕的使用次數無限制，當按下綠色按鈕而沒有人越線時，可以避開懲罰；若有人越線，則越線的玩家得分。 - 遊戲結束後分數較高的隊伍獲勝，每人可獲得1個石榴石及1個尋找不滅的標誌的線索，並從落敗隊中決定淘汰後補。 | 日月星 （同第二集規則。） |
| 5    | 2014/01/04 | 七誡命 - 玩家各從混有四種顏色（紅、黃、綠、藍）籌碼的袋子中隨機抽取4枚籌碼作為初始資金，1枚籌碼代表1分，且籌碼都將放在桌上展示。 - 法案共有2種： 1. 全體法案：透過投票表決成立，一旦成立將立即對所有玩家產生效力。 2. 個人法案：在遊戲開始前發放，每位玩家內容都不同，且不對外公開，與投票無關，將自動對產生效力。 - 所有玩家皆有1張有空格的全體法案卡（共10種），可依據空格下方的選項來填補空格，進而完成全體法案。 - 遊戲共120分鐘，玩家在時限內的任何時候皆可提出全體法案，一有新的法案提出，所有玩家必須投票決定法案是否成立。全體法案成立了七個後，又成立了一個新法案時，最先成立的法案將被廢棄。而投票的選項有贊成、反對、絕對贊成、絕對反對。 - 投票結果： - 「贊成」的票數多於「反對」時，法案將成立。 - 「反對」的票數多於「贊成」時，法案將不成立。 - 出現「絕對贊成」票時，法案將無條件成立。 - 出現「絕對反對」票時，法案將無條件不成立。 - 同時出現「絕對贊成」及「絕對反對」票時，以多數決決定法案是否成立；若票數相同，則取決於「贊成」及「反對」票的多寡。 - 另外「絕對贊成」及「絕對反對」必須和WILD CARD一起使用，此卡於遊戲開始前已發給每位玩家各1張；若投絕對票時，手上沒有WILD CARD，則玩家的籌碼將全數沒收。 - 遊戲結束後從石榴石最少的玩家開始公布其個人法案，並依據已成立的全體法案及個人法案的內容對所有玩家的分數進行計算。 - 最終得分最高的玩家為獲勝者，可獲得7個石榴石和1個尋找不滅的標誌的線索；若有共同獲勝者則都獲得1個尋找不滅的標誌的線索，最低分的人成為淘汰後補。 | 雷射象棋 - 此為利用雷射和反射的原理來殺死對方的王的遊戲。 - 遊戲中使用的棋子有5種： 1. 雷射：攻擊武器，雖不能移動但被攻擊也不會死亡，己方移動結束後自動發射雷射，每人持有1個。 2. 分相器：在雷射直行的同時進行反射，將雷射分成兩股來攻擊，被攻擊也不會死亡，每人持有1個。 3. 王：完全沒有防禦能力，任一面被雷射攻擊將死亡，遊戲也立即結束，每人持有1個。 4. 三棱騎士：能攻能守，為三角柱體，裝有鏡子的一面可以反射雷射，沒有鏡子的其他面被雷射攻擊會死亡，每人持有5個。 5. 四棱騎士：能攻能守，為四角柱體，裝有鏡子的一面可以反射雷射，沒有鏡子的其他面被雷射攻擊會死亡，每人持有2個。 - 玩家可從有信心的位置上開始遊戲，每回合可選擇棋子移動或是轉向。移動可朝八個方向移動一格，但雷射棋子無法移動；轉向為90度轉換棋子方向，但雷射棋子在角落時無法轉向。 - 回合結束時棋子將自動發射雷射，雷射直射或反射攻擊，直到遇見可殺死的棋子，攻擊完畢機會將轉給對手。 - 遊戲一直進行到一方失去王為止。 |
| 6    | 2014/01/11 | 壟斷遊戲 - 遊戲總共有64張卡片，分別有煤炭、鐵、木頭、水、石油、米、金、鑽石、炸彈。 - 煤炭、鐵、木頭各有8張，水、石油、米、金、鑽石各有7張，及炸彈5張，集齊任一種資源卡片即可壟斷而得分。 - 64張卡片混合並分成8張一組，玩家各選擇其中一組作為初始手牌，確認完自己的卡片後，所有卡片均交由莊家保管。 - 每位玩家持有1張用於交換卡片的身份證，可用於與他人交換卡片，兩位玩家一起向莊家出示身份證，莊家將交還各自的卡片，接著雙方交換想要的卡片（張數必須相同），完畢後再交回莊家保管，並取回身份證。 - 若卡片交換中某種資源形成了壟斷，該玩家可按下壟斷按鈕，最先按按鈕的玩家為獲勝者，持有最多炸彈卡片的玩家成為淘汰候補；若數量相同，則由獲勝者決定淘汰候補。 - 集齊5張炸彈卡片也可成為獲勝者，若以壟斷炸彈來結束遊戲，則手牌中有最多種資源的玩家成為淘汰候補。 - 遊戲中玩家可支付10個石榴石來消除持有的炸彈卡片，過程不對外公開，其他玩家集齊剩餘的炸彈卡片亦可壟斷而得分。 - 壟斷普通資源的獲勝者可獲得5個石榴石和1個尋找不滅的標誌的線索；而壟斷炸彈的獲勝者可獲得10個石榴石和1個尋找不滅的標誌的線索。 | 暗戰遊戲 （同第四集規則。） |
| 7    | 2014/01/18 | 神的判決 - 每位玩家隨機選擇一個裝有2顆骰子的袋子，袋子內必有1顆基本骰子及1顆單／雙數骰子。基本骰子點數為1-6，單數骰子點數為奇數1-11，雙數骰子點數為偶數2-12。 - 在玩家擲骰前，須在1-24中預測兩個數字，共擲骰十次，擲出的點數和與預測數字相同時，得1分，不同則未得分；若十次全部預測成功，最高可得10分。 - 為了提高預測成功的機率，另可用石榴石5:1購買特殊骰子，獲勝者可退還石榴石。 - 特殊骰子有2種，每種7顆，皆放在同個袋子內由玩家抽選： 1. 345骰子：只有3, 4, 5等三種點數，各兩面。 2. 456骰子：只有4, 5, 6等三種點數，各兩面。 - 骰子可交換亦可轉讓，但開始擲骰後不得再更換，而擲骰完畢的骰子將被回收。 - 遊戲結束後得分最高的玩家為獲勝者，可用得分1:1兌換石榴石，最低的成為淘汰候補；若有共同獲勝者則都給予生命的標誌。 | 印第安Hold'em - 規則基本上與第一季的印第安撲克略同。 - 遊戲中數字1-10的撲克牌有四套，共40張牌。 - 印第安Hold'em與德州撲克一樣存在2張公共牌，且和自己的牌形成特定組合時，完成較大牌組的玩家勝利。 - 特定組合有3種，由小至大分別為： 1. 對子：3張卡牌中有2張數字相同的。 2. 順子：3張卡牌的數字是連續的（10、A可相鄰）。 3. 三條：3張卡牌均相同。 - 若兩位玩家的手牌都無法形成特定組合，則持有更大卡牌的玩家勝利；若完成一樣的組合，數字更高的玩家勝利。 - 棄牌時自己的手牌與公共牌形成了順子或三條，需要額外給對手10枚籌碼。 - 遊戲一直進行到一方輸掉所有籌碼為止。 - 淘汰候補需用石榴石1:5兌換遊戲籌碼，遊戲結束後可再兌換回石榴石。 |
| 8    | 2014/01/25 | 負數拍賣 - 拍賣有-3到-35的負數數字方塊，透過隨機抽取，每次公開1個進行拍賣。 - 玩家透過抽籤決定參與競標的順序，每人初始有9枚遊戲籌碼，籌碼是在拒絕得標時使用的。 - 競標方式： - 數字公開後，玩家須按順序對拍賣物作出拒絕或接受的選擇來決定得標與否，得標的數字方塊和符號不能贈與或交換。 - 若玩家支付1枚籌碼即可拒絕得標（可使用石榴石代替），再輪到下一位玩家將對該拍賣物選擇，不設流標；若玩家沒有支付籌碼，將無條件得標並接收拍賣物。 - 若玩家對某一拍賣物有得標的意向，可先向莊家示意，無對手的情況下可直接得標。得標時除了得到拍賣物外，還可得到其他玩家用來拒絕得標的籌碼（包括石榴石）。 - 得標的數字方塊將被展示出來，再進行下一次拍賣，並由上一次得標的玩家開始。 - 最終分數為得標的拍賣物全部相加，並加上剩下的籌碼（每個1分），不包含得到的石榴石，即玩家最終擁有-5、-10兩個數字方塊，並剩餘3枚籌碼，那麼分數為-5-10+3=-12。若玩家的數字有連續的，則只計算最小數字的方塊，即-6、-7、-8中只計算-6。 - 在拍賣開始前將在所有負數數字方塊中抽1個方塊作為底牌隱藏，不進行拍賣，一直到拍賣結束後都不會公開。 - 遊戲結束後分數最高的玩家為獲勝者，可獲得5個石榴石，最低的成為淘汰候補。 | 找到相同的圖片 （同第一季第十一集規則。） |
| 9    | 2014/02/01 | 整理解僱 - 規則與第一集的食物鏈相似。 - 共11種角色分為幹部和普通職員，上位者可以解僱下位者，反之無效，每種角色勝利條件均不同，完成條件者為獲勝者。（存活不一定代表獲勝，以條件為主。） - 玩家透過抽牌成為某種角色，其中人事部所屬的人可以窺視一名玩家的角色。 - 遊戲共四個回合，每回合玩家們可選擇一個區域移動，三個區域為營業部／人事部／生產部，且每種角色都有一個所屬部門，不能離開該地兩回合以上，即若某回合沒有去自己的所屬部門，下一回合一定要回到該地。 - 移動結束後，同一區域的角色可以解僱他人，解僱狀況只有同一區域的人知道；但如果解僱的對象是社長時，將反被解僱。 - 最後達成勝利條件的玩家們共同為獲勝者，並從未達成玩家中決定淘汰候補。 - 獲勝者每人可獲得1個石榴石，獲勝嘉賓每人可獲得100萬韓圜的獎金。 - 若所有玩家均獲勝或失敗，擁有石榴石最多的玩家將單獨獲勝；若未達成玩家只有一位，則生命的標誌將自動失效。 | 黑和白 - 每人持有9個數字磚，其中數字0、2、4、6、8為黑色磚，1、3、5、7為白色磚。 - 第一回合的攻擊順序由石榴石較多的玩家決定，第二回合開始則由上一回合勝利的玩家先攻。 - 先攻玩家選擇1個磚背面朝上放至場中央，再輪到後攻玩家，出示的磚只能由莊家確認，數字較高的玩家得1分，玩家出示了哪個數字，不對外公開。 - 遊戲結束後得分較高的玩家獲勝。 |
| 10   | 2014/02/08 | 交易遊戲 - 由玩家透過抽籤和嘉賓組成一隊，但不對嘉賓公開任何組隊情報，玩家也只知道自己的夥伴。 - 遊戲以紅、藍、綠、黃、白，5種顏色作為參加條件來使用，每人各抽取2種顏色作為固有顏色。 - 遊戲共進行三個回合，每回合8人均會輪流成為Master，共二十四次交易。Master順序和參加條件在每次交易前透過抽籤決定，參加條件指可以參加交易的顏色，為隨機3-5種顏色組合。 - Master作為掌控交易的角色，有權決定交易成功與否，交易開始後，在Master的主持下擁有參加條件的人可以透過交易自由分配和擁有點數，即若藍、紅、黃為參加條件，且Master持有紅色的話，將和持有藍色、黃色的人談判，並劃分交易相對應的點數。 - 在參與交易的人全部同意的情況下才能完成交易並分配點數。若有未完成交易或不願意進行交易的情況，Master可取消交易並得到基本點數。 - 相對應的點數依據參加條件的個數而改變，顏色個數乘以每次的基本點數即為交易的點數，第一、二回合的基本點數為5分，第三回合為10分。 - 遊戲結束後公布四個隊伍的成員，成員的分數相加後最高分為勝利隊，最低分隊的玩家成為淘汰候補。若共同獲勝者有三隊，則生命的標誌將自動失效；或是所有隊伍均同分，則擁有石榴石最多的隊伍將單獨獲勝。 - 獲勝玩家可獲得5個石榴石，單獨獲勝的嘉賓可獲得500萬韓圜的獎金，有共同獲勝者則嘉賓將沒有獎金。 | 印第安Hold'em - 同第七集規則，唯有一點不同： - 淘汰候補需用石榴石1:2兌換遊戲籌碼，遊戲結束後可再兌換回石榴石。 |
| 11   | 2014/02/11 | 電梯 - 此為在充滿電梯的建築中，最先到達第100格而勝利的遊戲，並分為Genius隊及復仇者隊進行。 - 有一棟有1-100號格子的建築物，每隊各有1個棋子，從1號出發，前進的格數由所有玩家共同決定，每人在0與1中選擇其中一個按鈕並按下，棋子將按照選擇1的玩家人數前進相應的格數。雖然同隊可討論按什麼按鈕，但個人選擇均不會公開，只公布選擇1的總人數。 - 若棋子到達的格子有向上或向下的箭頭，則須乘電梯前往箭頭指示的格子，最先到達或超過第100格的隊伍勝利。 - 另外遊戲開始前每位Genius玩家持有10個印有自己名字的標誌（1分*8、2分*2），從石榴石最多的玩家開始輪流放置在100個格子中，但有電梯的格子不得放置。遊戲中不論哪個隊伍的棋子，只要停在有玩家標誌的格子上，對應的玩家將得到標誌上的分數。 - 遊戲結束後與隊伍勝敗無關，Genius隊中得到最高分的玩家為獲勝者，其他兩位自動共同成為淘汰候補；若出現同分，則石榴石數量較多的玩家獲勝。 - 當Genius隊勝利時，得分最高的玩家可獲得20個石榴石；當復仇者隊勝利時，將給予迄今十位淘汰者共2000萬韓圜的獎金（每人200萬）。 | 黑和白 （同第九集規則。） |
| 12   | 2014/02/11 | 印第安Hold'em - 同第七集規則，唯有幾點不同： - 每位玩家初始籌碼為20枚。 - 若棄牌時自己的手牌與公共牌形成了對子，也需要額外給對手5枚籌碼。 - 淘汰者給予的Item中，有2種可用的： 1. 交換公共牌：將已公開的公共牌更換成兩張新的牌，只能在下注開始前使用。 2. 追加5枚籌碼：在遊戲前使用，可使自己的籌碼追加5枚。 | |
| 12   | 2014/02/11 | 真實測謊器 - 玩家各用0-9的數字建立一個4位數的密碼，無特定組合的限制，數字亦可重覆使用。密碼決定後，先攻玩家向對方提出與密碼相關的問題，被提問的玩家必須回答假的答案，若答案為真實，測謊器將會亮起紅燈，並直接向對方公開密碼中不包含的其中一個數字。 - 提問一定要與密碼相關，回答與提問無關、不可能或迴避性的答案也是不容許的。 - 欲猜測對方密碼，喊出「正答」後說出答案即可，但喊「正答」也算使用提問的權利，若猜錯則提問權轉給對手，先猜出對方完整密碼的玩家獲勝。 - 淘汰者給予的Item中，有2種可用的： 1. 先攻玩家：該回合可以優先提問。 2. 懲罰免除：答案為真實時可免除懲罰。 3. 雙倍順序：可多一次提問或喊正答的機會。 | |
| 12   | 2014/02/11 | Quattro - 同第一集規則，唯有幾點不同： - 若玩家對初始手牌不滿意，可要求莊家重新發牌，每人各有兩次機會。 - 發牌結束後玩家可窺視一位嘉賓的手牌，在公開所有手牌前必須和三位嘉賓交換卡片。 - 0卡片的功能更改為：當有不同顏色和數字的3張卡片和黑色的0卡片時，亦可判定為完成Quattro。 - 若出現平局將重新進行遊戲，即雙方都沒有完成Quattro，或雙方皆完成Quattro且同分。 - 淘汰者給予的Item中，有3種可用的： 1. 追加重置：追加一次重置初始手牌的機會。 2. 追加交換：追加一次與嘉賓交換手牌的機會。 3. 強制交換0卡片：公開擁有0卡片的人，並與自己進行交換，不包括在三個交換名額內。 - 為方便玩家交換卡片，將公開支持該玩家的嘉賓。 - 缺席的支持者亦會獲發3張牌，但玩家不能與其交換。 - 遊戲進行時觀眾席只能看見現場畫面但無法聽見聲音。 | |

## 第三季：黑色石榴石

### 參賽者
| 姓名          | 職業                         |
| ------------- | ---------------------------- |
| 吳炫旻 오현민 | 韓國科學技術院數學科學系學生 |
| 金慶勳 김경훈 | 首爾大學博士研究生           |
| 崔連勝 최연승 | 韓醫師                       |
| 康容碩 강용석 | 律師，政治家，前國會議員     |
| 金友賢 김유현 | 英語教師，前職業撲克選手     |
| 權朱莉 권주리 | 賭場發牌員                   |
| 金楨勳 김정훈 | 歌手，演員                   |
| 河戀姝 하연주 | 演員，MENSA會員              |
| 劉秀真 유수진 | 金融家                       |
| 李鍾範 이종범 | 漫畫家                       |
| 申雅英 신아영 | 體育主播                     |
| 張東民 장동민 | 主持人，諧星                 |
| 南輝宗 남휘종 | 數學教師，第二季第十三名     |

### 嘉賓
第九集
- 孫敏卓（吳炫旻的幫手）
- 李齊彬（崔連勝的幫手）
- 金佳嬿（金友賢的幫手）
- 李章元（河戀姝的幫手）
- Mir（張東民的幫手）

第十集
- 洪榛浩：第一季《The Genius 遊戲的法則》優勝者
- 李常敏：第二季《The Genius 規則破壞者》優勝者

第十一集
- 金慶勳（朝鲜语：김경훈），南輝宗（朝鲜语：남휘종），申雅英，金友賢（第二，第四，第八和第九集淘汰者）

### 每集內容
| 集數 | 播出日期       | Main Match                         | Black Mission                      | Death Match                        |
| ---- | -------------- | ---------------------------------- | ---------------------------------- | ---------------------------------- |
| 01   | 2014年10月1日  | 水果商店                           |                                    | 黑和白Ⅱ                            |
| 02   | 2014年10月8日  | 陪審員                             |                                    | 賭博猜拳                           |
| 03   | 2014年10月15日 | 中間賽跑                           |                                    | 黑和白Ⅱ                            |
| 04   | 2014年10月22日 | 劍與盾                             | 結!合!                             | 雙面撲克                           |
| 05   | 2014年10月29日 | 礦工遊戲                           |                                    | 雙面撲克                           |
| 06   | 2014年11月5日  | 暴風的證券市場                     |                                    | 賭博猜拳                           |
| 07   | 2014年11月12日 | 星座遊戲                           | 記憶                               | 十二將棋                           |
| 08   | 2014年11月19日 | 投資與捐贈                         |                                    | 記憶的迷宮                         |
| 09   | 2014年11月26日 | 中間賽跑                           |                                    | 記憶的迷宮                         |
| 10   | 2014年12月3日  | 連鎖拍賣                           |                                    | 單軌鐵路                           |
| 11   | 2014年12月10日 | 疑心柶戲                           |                                    | 賭博!黑和白                        |
| 12   | 2014年12月17日 | 十二將棋，找到相同的數字，賭博猜拳 | 十二將棋，找到相同的數字，賭博猜拳 | 十二將棋，找到相同的數字，賭博猜拳 |

| 集數 | 播出日期       | Main Match     | 獲勝者                                                                 | 淘汰候補       | 指定對手       | Black Mission | Death Match | 淘汰者 |
| 1    | 2014年10月1日  | 水果商店       | 金慶勳                                                                 | 申雅英         | 權朱莉         |               | 黑和白Ⅱ     | 權朱莉 |
| 2    | 2014年10月8日  | 陪審員         | 吳炫旻，崔連勝，河戀姝，劉秀真，申雅英，張東民，南輝宗                 | 康容碩         | 金慶勳         |               | 賭博猜拳    | 金慶勳 |
| 3    | 2014年10月15日 | 中間賽跑       | 吳炫旻，金友賢，金楨勳，河戀姝，劉秀真，李鍾範，申雅英，張東民，南輝宗 | 崔連勝，康容碩 | 崔連勝，康容碩 |               | 黑和白Ⅱ     | 康容碩 |
| 4    | 2014年10月22日 | 劍與盾         | 吳炫旻，崔連勝，金友賢，李鍾範，申雅英                                 | 南輝宗         | 金楨勳1        | 結!合!        | 雙面撲克    | 南輝宗 |
| 5    | 2014年10月29日 | 礦工遊戲       | 吳炫旻                                                                 | 崔連勝         | 劉秀真         |               | 雙面撲克    | 劉秀真 |
| 6    | 2014年11月5日  | 暴風的證券市場 | 張東民                                                                 | 金楨勳         | 李鍾範         |               | 賭博猜拳    | 金楨勳 |
| 7    | 2014年11月12日 | 星座遊戲       | 河戀姝                                                                 | 吳炫旻         | 李鍾範1        | 記憶          | 十二將棋    | 李鍾範 |
| 8    | 2014年11月19日 | 投資與捐贈     | 吳炫旻                                                                 | 金友賢         | 申雅英         |               | 記憶的迷宮  | 申雅英 |
| 9    | 2014年11月26日 | 中間賽跑       | 崔連勝，張東民                                                         | 金友賢         | 河戀姝         |               | 記憶的迷宮  | 金友賢 |
| 10   | 2014年12月3日  | 連鎖拍賣       | 洪榛浩2                                                                | 張東民         | 河戀姝         |               | 單軌鐵路    | 河戀姝 |
| 11   | 2014年12月10日 | 疑心柶戲       | 張東民                                                                 | 吳炫旻，崔連勝 | 吳炫旻，崔連勝 |               | 賭博!黑和白 | 崔連勝 |
| 11   | 2014年12月10日 | 疑心柶戲       | 金友賢2                                                                | 吳炫旻，崔連勝 | 吳炫旻，崔連勝 |               | 賭博!黑和白 | 崔連勝 |
| 12   | 2014年12月17日 | 十二將棋       | 吳炫旻                                                                 | 張東民         | 張東民         |               |             | 吳炫旻 |
| 12   | 2014年12月17日 | 找到相同的數字 | 張東民                                                                 | 吳炫旻         | 吳炫旻         |               |             | 吳炫旻 |
| 12   | 2014年12月17日 | 賭博猜拳       | 張東民                                                                 | 吳炫旻         | 吳炫旻         |               |             | 吳炫旻 |

注解

^1  支付了3個黑色石榴石，但黑色任務挑戰失敗，繼續成為淘汰候補。

^2   該集獲勝的嘉賓。

### 淘汰表
| 排名                | 參賽者              | 插話 | 插話 | 插話 | 插話 | 插話 | 插話 | 插話 | 插話 | 插話 | 插話 | 插話 | 插話              | MM 勝出 | DM 豁免 | DM 生還 |
| 排名                | 參賽者              | 1    | 2    | 3    | 4    | 5    | 6    | 7    | 8    | 9    | 101  | 11   | 12                | MM 勝出 | DM 豁免 | DM 生還 |
| ------------------- | ------------------- | ---- | ---- | ---- | ---- | ---- | ---- | ---- | ---- | ---- | ---- | ---- | ----------------- | ------- | ------- | ------- |
| 1                   | 張東民              | IN   | WIN  | WIN  | IN   | IMM  | WIN  | IN   | IMM  | WIN  | DM   | WIN  | Winner (2:1)      | 4       | 3       | 1       |
| 2                   | 吳炫旻              | IMM  | WIN  | WIN  | WIN  | WIN  | IMM  | DM   | WIN  | IN   | IMM  | DM   | Runner-Up (1:2)   | 4       | 4       | 2       |
| 3                   | 崔連勝              | IN   | WIN  | DM   | WIN  | DM   | IN   | IN   | IN   | WIN  | IN   | ELIM | 吳炫旻            | 3       | 0       | 2       |
| 4                   | 河戀姝              | IN   | WIN  | WIN  | IN   | IN   | IN   | WIN  | IN   | DM   | ELIM |      | 張東民            | 2       | 1       | 1       |
| 5                   | 金友賢              | IN   | IN   | WIN  | WIN  | IN   | IN   | IN   | DM   | ELIM |      |      | 張東民            | 2       | 0       | 1       |
| 6                   | 申雅英              | DM   | WIN  | WIN  | WIN  | IN   | IN   | IMM  | ELIM |      |      |      | 吳炫旻            | 2       | 2       | 1       |
| 7                   | 李鍾範              | IN   | IN   | WIN  | WIN  | IN   | DM   | ELIM |      |      |      |      | 吳炫旻            | 1       | 1       | 1       |
| 8                   | 金楨勳              | IN   | IN   | WIN  | DM   | IN   | ELIM |      |      |      |      |      | 張東民            | 0       | 1       | 1       |
| 9                   | 劉秀真              | IN   | WIN  | WIN  | IMM  | ELIM |      |      |      |      |      |      | 張東民            | 2       | 1       | 0       |
| 10                  | 南輝宗              | IN   | WIN  | WIN  | ELIM |      |      |      |      |      |      |      | 張東民            | 1       | 1       | 0       |
| 11                  | 康容碩              | IN   | DM   | ELIM |      |      |      |      |      |      |      |      | 張東民            | 0       | 0       | 1       |
| 12                  | 金慶勳              | WIN  | ELIM |      |      |      |      |      |      |      |      |      | 張東民            | 1       | 0       | 0       |
| 13                  | 權朱莉              | ELIM |      |      |      |      |      |      |      |      |      |      | 張東民            | 0       | 0       | 0       |
| 累積石榴石數量      | 累積石榴石數量      | 15   | 27   | 33   | 43   | 52   | 44   | 50   | 58   | 68   | 84   | 38   | 60 (₩60,000,000)3 |         |         |         |
| 累積黑色石榴石數量2 | 累積黑色石榴石數量2 | 1    | 2    | 4    | 3    | 5    | 7    | 6    | 8    | 8    |      |      |                   |         |         |         |

注解 

^1  因第十集的獲勝者為嘉賓洪榛浩，故第二名的玩家吳炫旻獲得豁免權。

^2  黑色石榴石不計入獎金總數，但從第十集開始每1個可換成2個普通石榴石。

^3 崔連勝淘汰時持有的22個石榴石成為決賽的特別獎金，重新加入獎金總和。

 已淘汰玩家在決賽返場將Item給予自己所支持的決賽玩家。

### 遊戲規則說明
| 集數 | 播出日期   | Main Match | Black Mission | Death Match |
| 1    | 2014/10/01 | 水果商店 - 遊戲共四個回合，水果有6種：蘋果、葡萄、甜瓜、柑橘、草莓、西瓜。每人隨機抽取2種水果的銷售權，然後到莊家房間決定自己想銷售的希望價格，並不對外公開，最低1000元到最高5000元均可開價。 - 回合結束後公開最終銷售價和銷售收入，最終銷售價為銷售相同水果的玩家中開出的最低價格，並依照銷售相同水果的玩家數量來給予該價格的玩家銷售收入；若開出最低價格的有多名，則一起平分銷售收入。 - 玩家各有使用1個道具的機會，道具有2種： 1. 秘密道具：該回合可指定不公開其中1種水果的售價及收入。 2. 替換道具：在開價結束前，可替換自己其中1種水果並向全員公開，直到遊戲結束。 - 遊戲結束後收入最高的玩家為獲勝者，最低的成為淘汰候補；若最低的有多位，則由獲勝者決定淘汰候補。 - 總收入在40000元以上的玩家可獲得1個石榴石，50000元以上可獲得2個石榴石。 | | 黑和白Ⅱ - 遊戲共九個回合，玩家各有99點，每回合使用點數進行對決。 - 決定好要使用多少點數後，點數為一位數時顯示為黑色，兩位數時顯示為白色，以黑白為示。 - 使用更多點數的玩家獲得1勝分，已使用的點數會消失，剩餘的點數將透過五節指示燈公開，每減少20點會滅掉一節指示燈，並適用於輸入使用點數的瞬間。 - 先獲得5勝分或遊戲結束後勝分最多的玩家獲勝。 |
| 2    | 2014/10/08 | 陪審員 - 透過抽籤將玩家分成7人的市民隊和5人的犯人隊，且身份不對外公開。兩隊各包含一名隊長，犯人隊成員互相知道真實身份，但不知道誰是隊長；相反地，市民隊成員互相不知道真實身份，但市民隊隊長知道犯人隊隊長除外的四名犯人是誰。 - 遊戲共五個回合，每回合都有陪審團選拔和審判兩個環節，遊戲開始前玩家透過抽籤決定成為陪審團團長的順序。陪審團團長要選拔參與審判的陪審員，每回合的陪審員數量均不同，第一、二回合是4人，第三、四回合是5人，第五回合是6人。 - 選拔完陪審員後，便開始對該組合進行贊同投票（採用舉手表決），若贊成票過半數，該組陪審團即可參與審判；若反對票過半數或出現票數相同的情況，則該組陪審團立即解散，並交由下一位陪審團團長進行選拔。 - 每位陪審員會得到正面標"有罪"、背面標"無罪"的判決標誌，每人針對該回合審判決定有罪無罪，並不對外公開。所有陪審員選擇結束後，公布審判結果，若要出現有罪判決，需要所有陪審員一致做出有罪的選擇，即便只有一位選擇了無罪，審判也會判為無罪。但第四回合例外，只有一名選擇無罪也會被判有罪。 - 市民隊要引導出有罪判決，犯人隊要引導出無罪判決，每回合以相同方式進行陪審團選拔及審判，先贏得三次勝利的隊伍獲勝，但審判中的勝利不是最終結果，落敗隊可以得到最後逆轉的機會：猜出另一隊的隊長是誰。猜對的話，遊戲便以落敗隊的逆轉勝結束；猜錯的話，在審判中勝利的隊伍即為最終勝利。 - 獲勝隊的玩家每人可獲得2個石榴石，並從落敗隊中決定淘汰後補。 | | 賭博猜拳 - 遊戲開始前，其他玩家們抽籤決定次序，然後分別從剪刀／石頭／布的標誌中選擇一個。 - 淘汰候補初始各有1枚籌碼，每回合兩人輪流選擇猜拳對決或對其勝負進行下注。（即先攻者選擇對決的話，後攻者自動選定為對其的下注。） - 若選擇猜拳對決，需選擇一張標誌並出示背面，然後和該回合玩家已提交的標誌進行對決。勝利時可獲得籌碼，第一、二、三、四回合1枚，第五、六、七、八回合2枚，第九、十回合3枚。 - 若選擇對勝負進行下注，公開猜拳結果前必須在勝負中選擇一個下注，若沒有籌碼，不下注也是可以的。預測正確時，可獲得下注本金的兩倍；錯誤時，莊家將回收籌碼；若是沒有勝負的情況，下注本金則會原封不動返還。 - 以相同方式進行十個回合，最終擁有較少籌碼的人將被淘汰。 |
| 3    | 2014/10/15 | 中間賽跑 - 此為抽取具有特殊能力的角色來進行賽跑，不成為第一名及最後一名，而要排在中間通過終點的遊戲。 - 遊戲有具有不同特殊能力的11個角色，玩家選擇角色的順序以別人指定的方式進行。首先投票選出得票數最多的一位玩家，該玩家在選擇角色的順序裡排最後，即不具有選擇權，直接得到剩下的最後一個角色，然後再指定一位為第十個選擇角色的玩家，依此方式決定選擇角色的順序。 - 所有人都選完角色後，會得到移動時需要的移動卡。移動卡為4張寫著1-4的卡片構成，並依照出示的卡移動步數，使用過的卡會回收，4張全部使用完後會重新發4張。 - 11個角色及特殊能力： 1. Gravity：輪到自己移動時，回收1張移動卡並放棄移動，即可將一個角色拉向自己。若該角色在自己前面，將其拉到前一格，若在自己後面，則拉到後一格。 2. Reset：當自己向後移動時，可重置一位玩家的移動卡（重新發4張）。 3. Push：該角色不能與其他角色在同一格中，當與其他角色在同一格時，將其他角色往前或往後推一格。 4. Delete：當其他角色使用特殊能力讓自己移動時，可消除一位玩家的移動卡，使其剩下1張。 5. With：當玩家僅剩1張移動卡時，可指定一個角色和自己移動同樣的格數。 6. Union：當前一格有其他角色時，將其拉到自己那一格。 7. One：當其他玩家使用1卡片時，可往前或往後移動一格。 8. Mirror：當其他角色使用特殊能力讓自己移動時，將一個角色往自己移動的相反方向移動相同格數。 9. Jump：使用移動卡移動時，將跳過有其他角色在的格子移動。另可使用0-4共5張移動卡，僅剩2張時即可重置。 10. Silence：輪到自己移動時，再移動前可消除一個角色的能力，直到下一次輪到Silence時。 11. Quick：所有移動卡均可2倍速移動，但4張移動卡中只有2張可用來向前，其餘要用來向後。 - 需要指定其他角色才能發揮的特殊能力，不能連續兩次使用在同一角色上。 - 賽跑的移動順序已事先在角色卡上標明，從1號角色開始出發，並使用移動卡和各自的特殊能力進行比賽，直到所有玩家都通過終點後比賽結束。 - 第一名及最後一名自動共同成為淘汰候補，中間通過的玩家可獲得1個石榴石，另外第二名和第十名再獲得1個黑色石榴石。 | | 黑和白Ⅱ （同第一集規則。） |
| 4    | 2014/10/22 | 劍與盾 - 玩家將分成兩隊進行對戰，並利用隊伍的武器，最先擊殺對方隊長的隊獲勝。隊伍以扣除的方式挑選成員，由上集在主要競賽中獲得黑色石榴石的兩位玩家分成兩邊開始挑選。每個隊伍透過抽籤方式決定隊長，且對同隊成員也不公開。 - 武器共有4種： 1. 劍：攻擊武器，可給予一名玩家1次傷害。 2. 雙劍：攻擊武器，可給予一名玩家2次傷害。 3. 盾：防禦武器，可以防禦3次攻擊。 4. 空手：既沒有攻擊能力，也沒有防禦能力。 - 各隊均有4把劍、1把雙劍、3個盾、2個空手，討論後每個成員將分到2個武器，分別置於左、右手手臂，再決定成員的攻擊順序後開始遊戲。 - 先攻隊依據攻擊順序進行攻擊，攻擊方選擇對面一位玩家為目標，以及使用自己其中1個武器進行攻擊（例如：說出"用右手的劍攻擊張東民"即可。），此時並不會公開自己的武器為何，而被攻擊的玩家同樣在不公開武器的前提下進行防禦。 - 遊戲中可透過騙術進行攻擊或防禦，例如：玩家有2個空手，可將其說成是盾來進行防禦；但若有人認為在使用騙術，可以表示懷疑。被懷疑後，該玩家即公開使用的武器，若公開的和說出的不同，該玩家立即死亡；若相同，則懷疑的玩家死亡。 - 劍和雙劍沒有使用次數的限制，但盾只能防禦3次攻擊，若在無法防禦的情況下遭受攻擊，該玩家即刻死亡，且死亡的玩家武器也不會公開。若輪到自己攻擊順序時不想攻擊，可跳過輪至下一位玩家，每個玩家均進行過一次攻擊後，一個回合結束。下一回合再換另一隊先攻，以相同方式反覆進行遊戲，直到其中一隊的隊長死亡。 - 遊戲結束後獲勝隊的玩家每人可獲得2個石榴石，並從落敗隊中決定一人成為淘汰後補。另外獲勝隊還能再獲得1個生命的標誌，可將其贈與落敗隊中除隊長以外的任何一人。 | 結!合! - 同第二季第三集規則，唯有一點不同： - 挑戰玩家需在100秒內找出所有"合"和"結"，答錯則立即失敗。                                                                                      | 雙面撲克 - 遊戲以卡片的正面和背面有著不同數字的90張雙面卡片來進行。 - 雙方初始籌碼為30枚，莊家為每人發1張牌，卡片正面是公開的但背面只有本人知道。 - 以基本賭博方式在自己的正、背面格子中選擇一格進行下注，下注後不可更改。下注方法大致上同印地安撲克，但在雙面撲克中存在可以完全改變遊戲狀態的其他下注方法，若認為自己正、背面的數字都能超過對方所選面的數字，可以選擇雙面下注。 - 在雙面下注的情況下，自己卡片雙面的數字都要比對方所選面的數字大才算獲勝；即使只有一面比對方數字小或相同，也算對方獲勝。另外雙面下注的玩家需在正、背面分別下注與對方下注數一樣多的籌碼，即要以兩倍的籌碼下注，若勝利時可追加獲得對方的10枚籌碼。 - 遊戲一直進行到一方輸掉所有籌碼為止。 |
| 5    | 2014/10/29 | 礦工遊戲 - 九名玩家透過抽籤分成三組，三組各一次作為礦工組挖礦後回合結束，共三個回合。 - 每組成為礦工後，其他六名玩家以不公開的方式出示自己想要拿走的分數，最少1分到最多50分，出示的分數將在挖礦結束後公開。 - 礦山中有金、銀、銅、炸彈、鑽石，金／銀／銅各有14個，炸彈5個，鑽石2個，分數為金3分，銀2分，銅1分，鑽石可將分數總和翻倍，炸彈是需要避開的危險因素，若挖到3個炸彈以上，即挖礦失敗算做0分。 - 從第一個礦工開始三個人輪流挖一次，在自己的順序中不能連續挖兩次，輪流挖礦的次數和個數沒有限制，若不想挖掘時，可宣布停止，該組挖礦即結束。每組挖礦結束後計算被挖出礦物的總分，並公開其他玩家出示的分數。 - 依據出示分數的總和分配礦物總分： - 礦物總分"大於"或"等於"出示分數之和：玩家各自獲得出示的分數，剩下的由三名礦工平分，多餘的分數將消失。 - 挖到3個炸彈以上，挖礦失敗：玩家各自獲得出示的分數，而礦工們無法獲得任何分數。 - 礦物總分"小於"出示分數之和：玩家無法獲得出示的分數，全由三名礦工平分，多餘的分數將消失。且出示最高分數的玩家要減去自己出示的分數，而出示分數最少的玩家將獲得其減去的分數。 - 分數結算後礦物將返還到礦山中，按照相同方式由下一組礦工挖掘礦物，三組都挖完後該回合結束。第二、三回合的挖礦順序按各組當前分數之和排序，由分數最低的組別開始挖礦。 - 遊戲結束後分數最高的玩家為獲勝者，可獲得1個黑色石榴石，各組中分數最高的成員，可獲得3個石榴石，而分數最低的人成為淘汰候補。 | | 雙面撲克 （同第四集規則。） |
| 6    | 2014/11/05 | 暴風的證券市場 - 在股票市場中有斷線通信、死亡生命、石器電子、地震建設、破產銀行，共五間公司的股票，玩家在各有10000元現金的狀態開始遊戲。 - 和實際時間不同，遊戲有另外的遊戲時間，共進行兩個回合，第一回合在遊戲時間1點~2點，第二回合在遊戲時間2點~3點。 - 遊戲時間每5分鐘股價會產生變動，在回合開始前將提供股價變動的情報給玩家，情報在每回合中有24條，包含遊戲時間、公司、股價漲跌狀況等三項構成。玩家們透過抽籤決定查看情報的順序，1、2號玩家一起進入交易所共享3條情報，然後2、3號玩家再一同共享3條新情報，依此方式將24條情報分給玩家。 - 每間公司各賣15張股票，初始每張2000元，再來每5分鐘價格變動一次。遊戲時間內玩家可到交易所自由買賣股票，最多停留40秒，一間公司的股票最多可以持有7張，但玩家之間不可以進行股票和金錢交易，過程中玩家持有的股票和現金數量皆不會公開。 - 第一回合結束後遊戲時間暫停30分鐘，再以相同方式提供第二回合股價變動的24條情報給玩家，30分鐘後依照上一回合結束時的價格開始第二回合。 - 遊戲結束後依實時價格將股票兌換成現金，擁有最多現金的玩家為獲勝者，可獲得8個石榴石，最少的成為淘汰候補。 | | 賭博猜拳 - 同第二集規則，唯有幾點不同： - 遊戲共十二個回合，除了觀戰的六名玩家，剩餘六個回合的對決對象是虛擬玩家。 - 虛擬玩家將在第二、三、六、七、十、十一回合上出現，且已經定好標誌了，第二、三回合是剪刀，第六、七回合是石頭，第十、十一回合是布。 - 猜拳對決勝利時可獲得的籌碼數為第一、二、三回合1枚，第四、五、六回合2枚，第七、八、九回合3枚，第十、十一、十二回合4枚。 |
| 7    | 2014/11/12 | 星座遊戲 - 遊戲有4個星座，由不同顏色的星星組成： 1. 白羊座：由3顆紅色星星組成，完成得2分。 2. 天箭座：由4顆黃色星星組成，完成得3分。 3. 仙后座：由5顆藍色星星組成，完成得5分。 4. 天琴座：由6顆綠色星星組成，完成得7分。 - 完成星座所需的彩色星星（紅／黃／藍／綠色）各有25顆，以及任何位置都可自由使用的特殊星星（白色）有5顆，都放在袋子裡，每回合隨機抽取7顆星星公開，並再追加放入1顆炸彈（黑色）。 - 玩家各有數字1-5的5張卡片，並按照順序輪流將1張卡背面朝上出示，所有玩家都出示後，莊家同時翻開卡片的正面，依照卡片的數字分配該回合的星星和炸彈。 - 出示相同數字的玩家該回合無法獲得星星，剩餘玩家從出示1的玩家開始，第一個從中選擇1個拿走，出示2的玩家，第二個從中選擇2個拿走，依此方式輪流選擇。若有剩下的星星和炸彈，將直接補上被拿走的個數後開始下一回合；若是輪到自己時星星顆數不夠，則要將剩餘的星星和炸彈全部拿走；什麼都不剩的話，便什麼都無法獲得，。 - 獲得的星星可在自己的星座板上對應放好來完成星座，若無法完成2個以上的星座，可用相同顏色的星星3:1交換想要的星星。 - 以相同方式反覆進行，若出現以下2種狀況，遊戲即刻結束： - 某位玩家拿到3顆炸彈時，該玩家自動成為淘汰候補，分數最高的玩家為獲勝者。 - 某位玩家完成了3個星座時，分數最高的玩家為獲勝者，最低的成為淘汰候補；若最低分有多位，則由獲勝者決定淘汰候補。 - 單獨獲勝者可獲得1顆黑色石榴石，除最後一名外的玩家們依據完成的星座個數，可獲得相同數量的石榴石。 | 記憶 - 有正面為1-12數字、背面寫著12個車站名的12張卡片，按照號碼公開車站名，30秒後隨機打亂卡片，並將有數字的那一面朝上。 - 挑戰玩家需以數字為線索，按順序猜對全部的車站名，答錯則立即失敗。 | 十二將棋 - 規則與日本職業將棋選手北尾圓開發的動物將棋相同。 - 遊戲在橫向4格、縱向3格，共12格組成的棋盤上比賽，離自己最近的3格為己方陣營，分別給兩人每種棋子各1個，放在指定位置後開始，且只能按照標示的方向移動。 - 棋子共有4種： 1. 將：在陣營的右邊，可以往前後左右移動。 2. 相：在陣營的左邊，可以往對角線移動。 3. 王：在陣營的中間，八個方向皆可移動。 4. 子（侯）：在王的前面，只能往前移動。若"子"移動到對方陣營，可翻過來變成"侯"使用，"侯"除了往後的對角線不能移動外，其他方向皆可移動。 - 從先攻玩家開始，一次可以移動一格，若吃掉對方的棋子，吃掉的棋子便成為俘虜，下一回合可做為自己的棋子使用，但放下的動作也算一次，對方陣營或已經有棋子的地方不可以放棋子；若是吃掉對方的"侯"，要翻過來以"子"的形式使用。 - 遊戲直到一方抓住對方的王後結束，除此以外，勝利的方法還有一個，若己方的王進入對方陣營，並可以堅持一回合後輪到自己，該玩家即獲得勝利並結束遊戲。 |
| 8    | 2014/11/19 | 投資與捐贈 - 玩家開始分別有10張1000元、10張5000元、4張10000元和1張50000元，共15萬元。 - 遊戲共九個回合，每回合玩家輪流進入莊家房間，支付任意金額的投資金或捐贈金，也可以不出錢，但不設找零。當所有玩家都進行完交易後，該回合結束並宣布結果。 - 每位玩家的投資金和捐贈金皆不公開，只公開該回合的投資總額、捐贈總額及支付最多投資金、最少捐贈金的玩家。該回合投資最多的玩家得到大股東標誌，捐贈最少的玩家得到守財奴標誌；若投資最多的玩家有多名，則全部都無法得到標誌，而由投資第二多的玩家獲得；若捐贈最少的玩家有多名，則全部都得到守財奴標誌；若該回合得到大股東標誌，即使捐贈最少也不會得到守財奴標誌，改由捐贈第二少的玩家獲得。 - 錢和標誌均不可交換或轉讓，遊戲結束後，大股東標誌最多的玩家為獲勝者，若單獨獲勝，可獲得1個黑色石榴石，而守財奴最多的玩家成為淘汰候補，若同時有多名，則由獲勝者決定淘汰候補。 - 非淘汰候補的玩家依據得到的大股東標誌個數，可獲得相同數量的石榴石。 | | 記憶的迷宮 - 遊戲在一個7乘7的黑白迷宮盤上進行，共有32塊看不見的牆壁。 - 兩位玩家分別從迷宮盤的兩側角落出發，到達終點的最短距離均相同。玩家每次輪流移動3格，前後左右均可移動，但不可走對角線，若在移動中撞上假想牆壁，即移動失敗，須回到起點重來，另外玩家各有兩次移動6格的機會。 - 依相同方式輪流移動，最先到達終點的玩家勝利，遊戲結束。 |
| 9    | 2014/11/26 | 中間賽跑 - 同第三集規則，唯有幾點不同： - 由玩家和嘉賓組成一隊進行遊戲，選擇角色的順序以玩家抽籤的方式進行。 - 賽跑第五、六名的人為獲勝者，可獲得5個石榴石，其餘玩家均成為最後一名，並由獲勝者決定淘汰候補。若嘉賓獲得生命的標誌或石榴石，可轉贈給其所幫助的玩家。 - 遊戲角色有減少也有新增，順序及能力也有微調，共10個： 1. Gravity：輪到自己移動時，回收1張移動卡並放棄移動，即可將一個角色拉向自己。若該角色在自己前面，可將其拉到前一格，若在自己後面，則拉到後一格。 2. Push：該角色不能與其他角色在同一格中，當與其他角色在同一格時，可將其他角色往前或往後推一格。 3. Delete：當其他角色使用特殊能力讓自己移動時，可消除一位玩家的移動卡，使其剩下1張。 4. Offer：當自己的卡片被重置時，可選擇1張移動卡給其他玩家。 5. With：當玩家僅剩1張移動卡時，可指定一個角色和自己移動同樣的格數。 6. Union：當前一格有其他角色時，可將其拉到自己那一格。並可以選擇性地使用能力。 7. Mirror：當其他角色使用特殊能力讓自己移動時，可將一個角色往自己移動的相反方向移動相同格數。 8. Copy：當自己的卡片被重置時，可複製一個角色的特殊能力變成自己的，使用期限到下次卡片重置時。 9. Reset：當自己向後移動時，可重置一位玩家的移動卡（重新發4張）。 10. Silence：輪到自己移動時，再移動前可消除一個角色的能力，直到下一次輪到Silence時。 | | 記憶的迷宮 （同第八集規則。） |
| 10   | 2014/12/03 | 連鎖拍賣 - 四位玩家和兩位嘉賓透過抽籤得到1-12中的1個號碼作為自己的固有號碼，且不對外公開。 - 玩家必須利用固有號碼在內的數字來完成算式，答案越接近10，得分越高。 - 完成算式所需的符號磚及數字磚，將在四個回合內分別獲得。第一、三回合中，加、減號各2個、乘、除號各1個，共公開6個符號磚；第二回合將隨機從1-12中，公開6個數字磚，其餘6個數字將在第四回合公開，即每回合玩家都會各得到1個符號或數字磚。 - 開始時玩家各有20枚籌碼，遊戲結束時持有的籌碼可1:1兌換勝分。 - 每回合先使用籌碼進行選擇符號或數字的優先權拍賣，從先攻玩家開始，以順時針方向輪流喊價，喊得比前一位高級可參加拍賣，若不想出價，可以直接PASS，出價最高的玩家得標，並從逆時針方向開始選擇。 - 從第二回合開始，由上一回合獲得優先權的玩家開始競拍，依此方式進行到第四回合的磚全部分完。另外每回合分配完後，將有協商時間，即利用自己的籌碼與其他玩家交換數字和符號磚。 - 玩家必須將得到的符號、數字磚及固有號碼，全部用在算式中。若算式的答案為10，得20分，9或11得15分，8或12得11分，7或13得8分，6或14得6分，5或15得5分，此外的答案均不得分。另外算式的答案，小數點後的所有數字將無條件省略。在完成算式前，所有玩家都需猜測自己以外的五位玩家的固有號碼，若猜測成功，便可扣除對方的得分並讓自己加分。 - 拍賣和協商進行中獲得的情報，即為猜測固有號碼的線索，並且玩家都在被連鎖的狀態下進行遊戲，協商過程也不是秘密的。 - 固有號碼猜測結束後，從最右邊的玩家開始公開其他玩家猜測的固有號碼，然後該玩家將完成最終算式，再公開自己的固有號碼；若有人猜對了固有號碼，猜對者每人獲得3分，而該玩家每有一位玩家猜對將被扣除3分。 - 最後依據算式結果計算得分、以持有的籌碼數量換算得分，加上猜測固有號碼的得分，合計三項後公開每位玩家的最終得分。 - 得分最高的人為獲勝者，最低分的玩家成為淘汰候補；若獲勝者為玩家，可獲得10個石榴石；若獲勝者為嘉賓，將給予1000萬韓圜的獎金，而玩家中最高分者獲得生命的標誌。                                                              | | 單軌鐵路 - 開始時有2個兩端都有鐵路的火車站磚和16個鐵路磚，鐵路磚皆為雙面的，正面是直線，背面是轉角。 - 玩家輪流選擇想要的一面來放置鐵路磚，一次可以放置1-3個，不必將鐵路連接起來放，但必須放在現有磚的上／下／左／右，且放置2個以上時，必須並排放置，沒有時間限制，完成鐵路亦不必用完16個磚。 - 依相同方式輪流放置鐵路磚，完成從火車站出發並返回火車站的單軌鐵路，放置完成單軌鐵路的最後一個鐵路磚的玩家獲勝，另外還有一種獲勝方式，若輪到自己時，認為剩餘的磚無法完成鐵路，便可以宣布"不可能"。 - 當有玩家宣布"不可能"，另一名玩家必須使用剩餘的磚來完成鐵路，若成功完成鐵路，則完成的玩家獲勝，若失敗，則宣布"不可能"的玩家獲勝。 |
| 11   | 2014/12/10 | 疑心柶戲 - 玩家和嘉賓以不同的規則進行遊戲。 - 四位嘉賓的遊戲規則： - 規則基本上與傳統柶戲相同，但每人各有6個棋子，且使用10面骰子而不是特殊木棒。10面骰子上豬／狗／羊各2面、牛／馬各1面，剩下2面為空。 - 擲出豬／狗／羊／牛／馬時，按照基本規則前進，擲出空的情況下，必須去掉1個棋子，此時只有本人可以查看擲骰結果，即可以先說謊再移動，當有嘉賓的2個棋子通過終點，則遊戲以該嘉賓的勝利結束。 - 三位玩家的遊戲規則： - 在嘉賓進行遊戲期間，玩家可透過以下3種方式獲得石榴石： 1. 懷疑：當嘉賓發表擲骰結果並移動棋子時，玩家可對此表示懷疑，一次只能一位提出，最先提出的玩家得到機會。遊戲開始時桌上有4個石榴石，若懷疑成功，玩家可獲得桌上的1個石榴石，同時被懷疑的嘉賓必須去掉1個棋子，無法再使用；若懷疑失敗，玩家則必須上交自己的1個石榴石到桌上；若桌上沒有石榴石了，即使懷疑成功也無法獲得。 2. 預測最先到達棋子並下注：玩家在遊戲開始前，以不公開的方式對結果進行預測，並下注1-5個石榴石。當棋子通過終點時，預測成功的玩家可獲得下注數量的兩倍，失敗則失去下注的石榴石，並重新再次對下個通過終點的棋子進行預測，以相同方式直到遊戲結束。 3. 預測獲勝嘉賓並下注：玩家在遊戲開始前，在寫有四位嘉賓的卡片中隨機抽取1張，且不對外公開，玩家將對自己抽到的嘉賓非公開下注1-10個石榴石。若自己抽到的嘉賓成為獲勝者，玩家可獲得下注數量的三倍，失敗則失去下注的石榴石。 - 遊戲結束後，包含原來的石榴石，持有最多石榴石的玩家為最終獲勝者，其他兩位自動共同成為淘汰候補；若數量相同，則原有較少石榴石的玩家為獲勝者。而嘉賓們可獲得桌上剩餘的石榴石，每個石榴石為100萬，最多1000萬韓圜的獎金，若剩餘超過10個石榴石，多的部分將作為決賽的特別獎金。 | | 賭博!黑和白 - 玩家各有30個籌碼和10個數字磚，其中數字0、2、4、6、8為黑色磚，1、3、5、7、9為白色磚。 - 首先玩家須在互相看不見對方數字磚的情況下，決定自己10個磚的對決順序，背面朝上放置，並將30個籌碼分別下注在10個磚下方，最少1個籌碼，且必須全部用完。遊戲開始後無法更改，也不能追加下注，順序和下注確定後，便將玩家間的遮蔽屏風撤除，從第一個數字開始對決。 - 當下注數量不同時，籌碼較少的玩家有2種選擇： - 加注到和對方相同數量的籌碼。若沒有保留的籌碼，可從下注於其他數字的籌碼中，取部分來使用，但每個數字必須最少下注1個籌碼。而遊戲中贏得的籌碼也可以拿來使用，下注籌碼相同後，即公開數字對決，數字較高的玩家勝利，並獲得對方的籌碼。 - 放棄。不加注籌碼而選擇放棄時，數字將不被公開，並由對方獲得籌碼。 - 依相同方式進行十個回合後遊戲結束，擁有更多籌碼的玩家獲勝，而落敗玩家的石榴石將作為決賽的特別獎金。                                                     |
| 12   | 2014/12/17 | 十二將棋 - 同第七集規則，唯有一點不同： - 新增時間限制，一個回合限時90秒，玩家必須在時限內放棋子或移動，若沒有動作，該玩家即為遊戲失敗。 - 淘汰者給予的Item中，有2種可用的： 1. 重置：可重置自己的動作再重走一次，並重新算90秒。 2. 90秒：可將自己回合的時間限制增加90秒。 | | |
| 12   | 2014/12/17 | 找到相同的數字 - 在寫有16個字母的遊戲板背面，標記著數字1-12和運算符號加、減、乘、除，並且只在遊戲開始前的5秒內公開一次。 - 每回合莊家將隨機抽取一個"目標號碼"，"目標號碼"皆為可用遊戲板上的數字計算出來的自然數。 - 算式由2個數字和1個符號組成，且不能重複使用相同的數字（即不能重複選擇同一個字母），玩家必須記住遊戲板背面的數字和符號，搶答後在5秒內完成算出目標號碼的算式，若超過5秒或算式錯誤，機會將轉給對手。 - 答題時必須按照數字、符號、數字的順序，說出其對應的字母，直到完成算式前，雙方輪流搶答，先答對的玩家得1分。 - 以相同方式進行遊戲，最先獲得10分的玩家獲勝。 - 淘汰者給予的Item中，有3種可用的： 1. 優先權：在回合開始前使用，可獲得優先答題的機會。 2. 雙倍機會：在按鈴後使用，玩家可列出由3個數字和2個符號組成的算式，若答題成功，可獲得2分。 3. 窺視：在按鈴後使用，可先確認1個字母的背面，再進行答題。 | | |
| 12   | 2014/12/17 | 賭博猜拳 - 同第二集規則，唯有幾點不同： - 遊戲共十四個回合，除了觀戰的十一名嘉賓，剩餘三個回合的對決對象是虛擬玩家。 - 虛擬玩家將在第二、八、十三回合上出現，且已經定好標誌了，第二回合是剪刀，第八回合是石頭，第十三回合是布。 - 為方便玩家進行遊戲，將公開嘉賓的選擇給其所支持的玩家。 - 猜拳對決勝利時可獲得的籌碼數為第一、二、三回合1枚，第四、五、六回合2枚，第七、八、九回合3枚，第十、十一、十二回合4枚，第十三、十四回合5枚。 - 淘汰者給予的Item中，有3種可用的： 1. 平局下注：可在平局下注，若下注成功，可獲得下注籌碼的兩倍。 2. 提前翻開標誌：可將該回合對決的標誌提前翻開。 3. 追加1枚籌碼：在遊戲前使用，可使自己的籌碼追加1枚。 | | |

## 第四季：終極總決賽

### 參賽者
| 姓名          | 職業                         | 前三季排名     | 前三季排名   | 前三季排名     |
| ------------- | ---------------------------- | -------------- | ------------ | -------------- |
| 洪榛浩 홍진호 | 前職業電玩選手               | 第一季優勝者   | 第二季第七名 | －             |
| 李常敏 이상민 | 歌手，音樂製作人             | 第一季第三名   | 第二季優勝者 | －             |
| 張東民 장동민 | 主持人，諧星                 | －             | －           | 第三季優勝者   |
| 金璟蘭 김경란 | 新聞主持人                   | 第一季第二名   | －           | －             |
| 林遙煥 임요환 | 職業撲克選手，前職業電玩選手 | －             | 第二季第二名 | －             |
| 吳炫旻 오현민 | 韓國科學技術院數學科學系學生 | －             | －           | 第三季第二名   |
| 柳政鉉 유정현 | 前主播，前國會議員           | －             | 第二季第三名 | －             |
| 崔連勝 최연승 | 韓醫師                       | －             | －           | 第三季第三名   |
| 金友賢 김유현 | 英語教師，前職業撲克選手     | －             | －           | 第三季第五名   |
| 崔正文 최정문 | 首爾大學學生，MENSA會員      | 第一季第九名   | －           | －             |
| 林允善 임윤선 | 律師                         | －             | 第二季第九名 | －             |
| 金慶勳 김경훈 | 首爾大學博士研究生           | －             | －           | 第三季第十二名 |
| 李俊錫 이준석 | 政治家                       | 第一季第十三名 | －           | －             |

### 嘉賓
第九集
- 李常敏，金風，李斗熙（朝鲜语：이두희），李鍾範，申雅英（前三季參賽者）

第十集
- 鄭界元：IT企業家，記憶力國家代表（洪榛浩的幫手）
- 鄭俊容：研究員，首爾大學化學碩士（張東民的幫手）
- 金景憲：韓國科學技術院畢業，英語教師（吳炫旻的幫手）
- 申鐘勛：研究生，首爾大學經濟學博士研究生（金慶勳的幫手）

### 每集內容
| 集數 | 播出日期      | Main Match                          | Death Match                         |
| ---- | ------------- | ----------------------------------- | ----------------------------------- |
| 01   | 2015年6月27日 | 身份交換                            | 黑和白                              |
| 02   | 2015年7月4日  | 恐怖競賽                            | 戰略柶戲                            |
| 03   | 2015年7月11日 | 今天的菜單                          | 賭博猜拳                            |
| 04   | 2015年7月18日 | 海鮮商店                            | 找到相同的數字                      |
| 05   | 2015年7月25日 | 忠臣與逆賊                          | 印第安撲克                          |
| 06   | 2015年8月1日  | 石榴石小偷                          | 單軌鐵路                            |
| 07   | 2015年8月8日  | 種子撲克                            | 找到相同的圖片                      |
| 08   | 2015年8月15日 | 負數拍賣Ⅱ                           | 結!合!                              |
| 09   | 2015年8月22日 | 恐怖競賽Ⅱ                           | Quattro                             |
| 10   | 2015年8月29日 | 合作Hold'em                         | 雙面撲克                            |
| 11   | 2015年9月5日  | How Much                            | 十二將棋                            |
| 12   | 2015年9月12日 | 數字象棋，Mystery Sign，賭博!黑和白 | 數字象棋，Mystery Sign，賭博!黑和白 |

| 集數 | 播出日期      | Main Match   | 獲勝者                                         | 淘汰候補       | 指定對手       | Death Match    | 淘汰者 |
| 1    | 2015年6月27日 | 身份交換     | 李常敏                                         | 柳政铉         | 李俊錫         | 黑和白         | 柳政铉 |
| 2    | 2015年7月4日  | 恐怖競賽     | 李常敏                                         | 林遙煥         | 崔連勝         | 戰略柶戲       | 林遙煥 |
| 3    | 2015年7月11日 | 今天的菜單   | 吳炫旻                                         | 李常敏         | 金慶勳         | 賭博猜拳       | 李常敏 |
| 4    | 2015年7月18日 | 海鮮商店     | 崔連勝                                         | 吳炫旻         | 林允善         | 找到相同的數字 | 林允善 |
| 5    | 2015年7月25日 | 忠臣與逆賊   | 洪榛浩，張東民，吳炫旻，崔連勝，金慶勳，李俊錫 | 金璟蘭，金友賢 | 金璟蘭，金友賢 | 印第安撲克     | 金友賢 |
| 6    | 2015年8月1日  | 石榴石小偷   | 洪榛浩，金璟蘭，張東民，吳炫旻，金慶勳         | 李俊錫         | 崔連勝         | 單軌鐵路       | 崔連勝 |
| 7    | 2015年8月8日  | 種子撲克     | 張東民                                         | 金慶勳         | 崔正文         | 找到相同的圖片 | 崔正文 |
| 8    | 2015年8月15日 | 負數拍賣Ⅱ    | 洪榛浩                                         | 金璟蘭         | 張東民         | 結!合!         | 金璟蘭 |
| 9    | 2015年8月22日 | 恐怖競賽Ⅱ    | 張東民                                         | 金慶勳         | 李俊錫         | Quattro        | 李俊錫 |
| 9    | 2015年8月22日 | 恐怖競賽Ⅱ    | 金風1                                          | 金慶勳         | 李俊錫         | Quattro        | 李俊錫 |
| 10   | 2015年8月29日 | 合作Hold'em  | 吳炫旻                                         | 洪榛浩         | 金慶勳         | 雙面撲克       | 洪榛浩 |
| 11   | 2015年9月5日  | How Much     | 金慶勳                                         | 張東民，吳炫旻 | 張東民，吳炫旻 | 十二將棋       | 吳炫旻 |
| 12   | 2015年9月12日 | 數字象棋     | 張東民                                         | 金慶勳         | 金慶勳         |                | 金慶勳 |
| 12   | 2015年9月12日 | Mystery Sign | 張東民                                         | 金慶勳         | 金慶勳         |                | 金慶勳 |
| 12   | 2015年9月12日 | 賭博!黑和白  |                                                |                |                |                | 金慶勳 |

注解 

^1   該集獲勝的嘉賓。

### 淘汰表
| 排名           | 參賽者         | 插話 | 插話 | 插話 | 插話 | 插話 | 插話 | 插話 | 插話 | 插話 | 插話 | 插話 | 插話               | MM 勝出 | DM 豁免 | DM 生還 |
| 排名           | 參賽者         | 1    | 2    | 3    | 4    | 5    | 6    | 7    | 8    | 9    | 10   | 11   | 12                 | MM 勝出 | DM 豁免 | DM 生還 |
| -------------- | -------------- | ---- | ---- | ---- | ---- | ---- | ---- | ---- | ---- | ---- | ---- | ---- | ------------------ | ------- | ------- | ------- |
| 1              | 張東民         | IN   | IN   | IMM  | IN   | WIN  | WIN  | WIN  | DM   | WIN  | IN   | DM   | Winner (2:0)       | 4       | 1       | 2       |
| 2              | 金慶勳         | IN   | IN   | DM   | IN   | WIN  | WIN  | DM   | IN   | DM   | DM   | WIN  | Runner-Up (0:2)    | 3       | 0       | 4       |
| 3              | 吳炫旻         | IMM  | IN   | WIN  | DM   | WIN  | WIN  | IMM  | IMM  | IN   | WIN  | ELIM | 金慶勳             | 4       | 3       | 1       |
| 4              | 洪榛浩         | IN   | IN   | IN   | IN   | WIN  | WIN  | IN   | WIN  | IMM  | ELIM |      | 張東民             | 3       | 1       | 0       |
| 5              | 李俊錫         | DM   | IN   | IN   | IMM  | WIN  | DM   | IN   | IN   | ELIM |      |      | 金慶勳             | 1       | 1       | 2       |
| 6              | 金璟蘭         | IN   | IMM  | IN   | IN   | DM   | WIN  | IN   | ELIM |      |      |      | 張東民             | 1       | 1       | 1       |
| 7              | 崔正文         | IN   | IN   | IN   | IN   | IN   | IN   | ELIM |      |      |      |      | 張東民             | 0       | 0       | 0       |
| 8              | 崔連勝         | IN   | DM   | IN   | WIN  | WIN  | ELIM |      |      |      |      |      | 張東民             | 2       | 0       | 1       |
| 9              | 金友賢         | IN   | IN   | IN   | IN   | ELIM |      |      |      |      |      |      | 金慶勳             | 0       | 0       | 0       |
| 10             | 林允善         | IN   | IN   | IN   | ELIM |      |      |      |      |      |      |      | 金慶勳             | 0       | 0       | 0       |
| 11             | 李常敏         | WIN  | WIN  | ELIM |      |      |      |      |      |      |      |      | 金慶勳             | 2       | 0       | 0       |
| 12             | 林遙煥         | IN   | ELIM |      |      |      |      |      |      |      |      |      | 金慶勳             | 0       | 0       | 0       |
| 13             | 柳政鉉         | ELIM |      |      |      |      |      |      |      |      |      |      | 張東民             | 0       | 0       | 0       |
| 累積石榴石數量 | 累積石榴石數量 | 23   | 45   | 49   | 49   | 47   | 69   | 76   | 75   | 90   | 100  | 132  | 132 (₩132,000,000) |         |         |         |

 已淘汰玩家在決賽返場將Item給予自己所支持的決賽玩家。

## 玩家獎金排行
獎金為官方發放金額，不包含玩家私人交易。
| 排名 | 玩家                                                                   | 獎金金額     |
| ---- | ---------------------------------------------------------------------- | ------------ |
| 01   | 張東民                                                                 | ₩192,000,000 |
| 02   | 洪榛浩                                                                 | ₩91,000,000  |
| 03   | 李常敏                                                                 | ₩62,000,000  |
| 04   | 金風，金友賢                                                           | ₩9,000,000   |
| 06   | 晟敏                                                                   | ₩5,000,000   |
| 07   | 盧弘喆，殷志源，金栽經，李恩傑，李多慧，林允善，趙柔英，李斗熙，南輝宗 | ₩2,000,000   |
| 16   | 金璟蘭，李俊錫，金聖圭，崔正文                                         | ₩1,000,000   |

## 收視率
紅色表示為該季最高收視率，藍色表示為該季最低收視率，綠色則表示為該季平均收視率。

### The Genius 遊戲的法則
| 集數 | 播出日期      | 收視率 AGB |
| ---- | ------------- | ---------- |
| 01   | 2013年4月26日 | 0.40%      |
| 02   | 2013年5月3日  | 0.61%      |
| 03   | 2013年5月10日 | 0.55%      |
| 04   | 2013年5月17日 | 0.52%      |
| 05   | 2013年5月24日 | 0.55%      |
| 06   | 2013年5月31日 | 0.67%      |
| 07   | 2013年6月7日  | 1.16%      |
| 08   | 2013年6月14日 | 0.74%      |
| 09   | 2013年6月21日 | 1.02%      |
| 10   | 2013年6月28日 | 0.81%      |
| 11   | 2013年7月5日  | 0.76%      |
| 12   | 2013年7月12日 | 0.75%      |
| 平均 |               | 0.71%      |

### The Genius 規則破壞者
| 集數 | 播出日期       | 收視率 AGB |
| ---- | -------------- | ---------- |
| 01   | 2013年12月7日  | 1.36%      |
| 02   | 2013年12月14日 | 1.73%      |
| 03   | 2013年12月21日 | 1.04%      |
| 04   | 2013年12月28日 | 1.36%      |
| 05   | 2014年1月4日   | 1.11%      |
| 06   | 2014年1月11日  | 1.34%      |
| 07   | 2014年1月18日  | 1.61%      |
| 08   | 2014年1月25日  | 1.14%      |
| 09   | 2014年2月1日   | 1.13%      |
| 10   | 2014年2月8日   | 1.12%      |
| 11   | 2014年2月15日  | 1.23%      |
| 12   | 2014年2月22日  | 1.44%      |
| 平均 |                | 1.30%      |

### The Genius 黑色石榴石
| 集數 | 播出日期       | 收視率 AGB |
| ---- | -------------- | ---------- |
| 01   | 2014年10月1日  | 1.27%      |
| 02   | 2014年10月8日  | 1.09%      |
| 03   | 2014年10月15日 | 1.55%      |
| 04   | 2014年10月22日 | 1.53%      |
| 05   | 2014年10月29日 | 1.56%      |
| 06   | 2014年11月5日  | 1.68%      |
| 07   | 2014年11月12日 | 1.55%      |
| 08   | 2014年11月19日 | 1.88%      |
| 09   | 2014年11月26日 | 1.44%      |
| 10 1 | 2014年12月4日  | 1.01%      |
| 11   | 2014年12月10日 | 1.30%      |
| 12   | 2014年12月17日 | 1.26%      |
| 平均 |                | 1.41%      |

注解 

^1  因為直播Mnet亞洲音樂大獎(MAMA)的關係，第十集的播放時間被順延至2014年12月4日凌晨12:40播出。

### The Genius 終極總決賽
| 集數 | 播出日期      | 收視率 AGB | 瞬間最高收視 |
| ---- | ------------- | ---------- | ------------ |
| 01   | 2015年6月27日 | 1.80%      | 2.6%         |
| 02   | 2015年7月4日  | 1.45%      |              |
| 03   | 2015年7月11日 | 2.34%      | 2.7%         |
| 04   | 2015年7月18日 | 1.76%      |              |
| 05   | 2015年7月25日 | 1.99%      | 3.2%         |
| 06   | 2015年8月1日  | 1.95%      |              |
| 07   | 2015年8月8日  | 2.31%      | 3.1%         |
| 08   | 2015年8月15日 | 1.91%      |              |
| 09   | 2015年8月22日 | 2.51%      | 3.2%         |
| 10   | 2015年8月29日 | 2.25%      |              |
| 11   | 2015年9月5日  | 2.29%      |              |
| 12   | 2015年9月12日 | 3.18%      | 4.1%         |
| 平均 |               | 2.15%      | 2.15%        |

## 抄襲風波
The Genius被懷疑有抄襲日本電視劇Liar Game之嫌，The Genius的製作方在未經Liar Game的任何許可或版權的情況下擅自引用了Liar Game的概念，形式，演戲及遊戲規則等，雖然The Genius方有關人物主張「只是參考，並未抄襲」，但對抄襲遊戲規則一事卻未作解釋，Liar Game的粉絲們要求The Genius做出真正的解釋和道歉
不巧的是，2014年tvN將播放Liar Game的改版劇，也就是說，tvN演了一場同時播放抄襲作品和改版作品的絕妙的戲。另外，Liar Game的版權自2011年以來由其製作方Apollo Pictures單獨持有，tvN和The Genius的製作公司至2015年現在為止並未得到任何與Liar Game有關的版權或許可

## 資料來源
1. ↑  http://thegenius.interest.me/Index/6/Board/View%5B%5D
2. ↑  http://thegenius.interest.me/Index/2/Board/View%5B%5D
3. ↑  .   [2015-07-12]. （原始内容存档于2015-08-16）.
4. ↑  Park So-Youn 記者.  ['The Genius', 只是一個單純的'處世術']. OhmyStar. 2013-05-15  [2015-09-04]. （原始内容存档于2016-03-05） （韩语）.
5. 1 2  Yisuah 記者.  ['The Genius', 日本Liar Game抄襲指控…tvN "只是參考，並未抄襲"]. TV Report. 2013-04-27  [2015-09-04]. （原始内容存档于2015-09-27） （韩语）.
6. ↑  チョン・ウォン 記者. . Kstyle. 2014-09-26  [2015-09-04]. （原始内容存档于2016-03-05） （日语）.
7. ↑   [The Genius/抄袭风波]. Namu Wiki. 2013-12-16  [2015-09-03]. （原始内容 (Wiki)存档于2015-09-04） （韩语）.
8. ↑   (YouTube). Henry Miller. 2015-06-24  [2015-09-04]. （原始内容存档于2016-03-14） （韩语）.
9. ↑   (YouTube). Henry Miller. 2015-05-16  [2015-09-04]. （原始内容存档于2016-03-10）.
10. 1 2  Ansung-Un 記者. . MBN Star. 2014-09-06  [2015-09-04]. （原始内容存档于2015-09-26） （韩语）.
11. ↑  Hongseyoung 記者. . Sports Donga. 2014-11-28  [2015-09-04]. （原始内容存档于2015-10-08） （韩语）.
12. ↑  Hongseyoung 記者. . Sports Donga. 2014-11-28  [2015-09-04]. （原始内容存档于2015-10-07） （韩语）.
13. ↑  Lee Seung Hwan TV Columnist. . 한겨례. 2015-06-19  [2015-09-04]. （原始内容存档于2015-09-24） （韩语）.